# 日本の温泉地一覧
日本の温泉地一覧（にほんのおんせんちいちらん）では、「温泉法」にかなう温泉地のうち、記事化されているもの、および記事化される見込みの高いものを挙げる。
温泉街あるいは「温泉法」については温泉を参照のこと。
| 目次 | • 北海道• 青森県• 岩手県• 宮城県• 秋田県• 山形県• 福島県• 茨城県• 栃木県• 群馬県• 埼玉県• 千葉県• 東京都• 神奈川県• 新潟県• 富山県• 石川県• 福井県• 山梨県• 長野県• 岐阜県• 静岡県• 愛知県• 三重県• 滋賀県• 京都府• 大阪府• 兵庫県• 奈良県• 和歌山県• 鳥取県• 島根県• 岡山県• 広島県• 山口県• 徳島県• 香川県• 愛媛県• 高知県• 福岡県• 佐賀県• 長崎県• 熊本県• 大分県• 宮崎県• 鹿児島県• 沖縄県• 関連項目 |

## 北海道

### 宗谷地方
- 礼文島温泉
- 利尻ふれあい温泉
- 利尻富士温泉
- 稚内温泉
- 豊富温泉
- さるふつ温泉
- 浜頓別温泉
- 枝幸温泉
- 歌登温泉
- ピンネシリ温泉

### 留萌地方
- 天塩温泉
- 旭温泉
- 羽幌温泉
- 苫前温泉
- 初山別温泉
- 神居岩温泉
- 岩尾温泉

### 上川地方

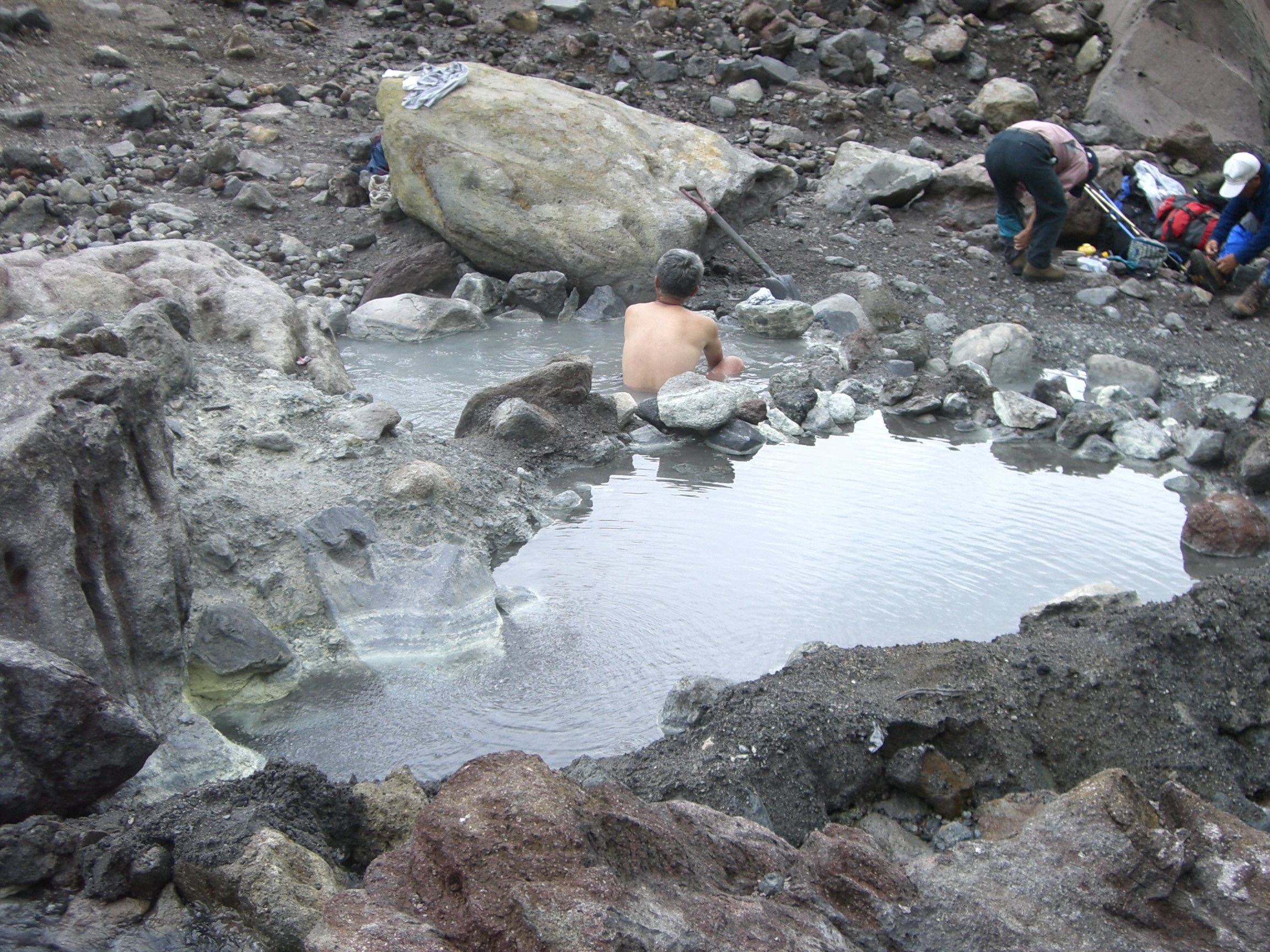
中岳温泉露天風呂

- ぽんぴら温泉
- 天塩川温泉
- びふか温泉
- 五味温泉
- 協和温泉
- 愛山渓温泉
- 旭岳温泉
- 中岳温泉
- 有毒温泉
- 天人峡温泉
- 白金温泉
- 吹上温泉
- 十勝岳温泉
- フラヌイ温泉
- 層雲峡温泉
- 大雪高原温泉

### オホーツク地方
- オホーツクオムイ温泉
- かみゆうべつ温泉
- 網走湖畔温泉
- 瀬戸瀬温泉
- 丸瀬布温泉
- 北見温泉
- 温根湯温泉
- 滝の湯温泉
- カムイワッカ湯の滝
- 岩尾別温泉
- ウトロ温泉
- 清里温泉

### 根室地方
- 瀬石温泉
- 相泊温泉
- 羅臼温泉
- 川北温泉
- 養老牛温泉
- 尾岱沼温泉

### 釧路地方
- 摩周温泉
- 川湯温泉
- 屈斜路湖畔温泉郷
  - 仁伏温泉
  - 屈斜路湖畔温泉
  - 池の湯温泉
  - コタン温泉
  - 三香温泉
  - 和琴温泉
- 阿寒湖温泉
- 雌阿寒温泉
- オーロラ温泉
- 霧多布温泉

### 十勝地方

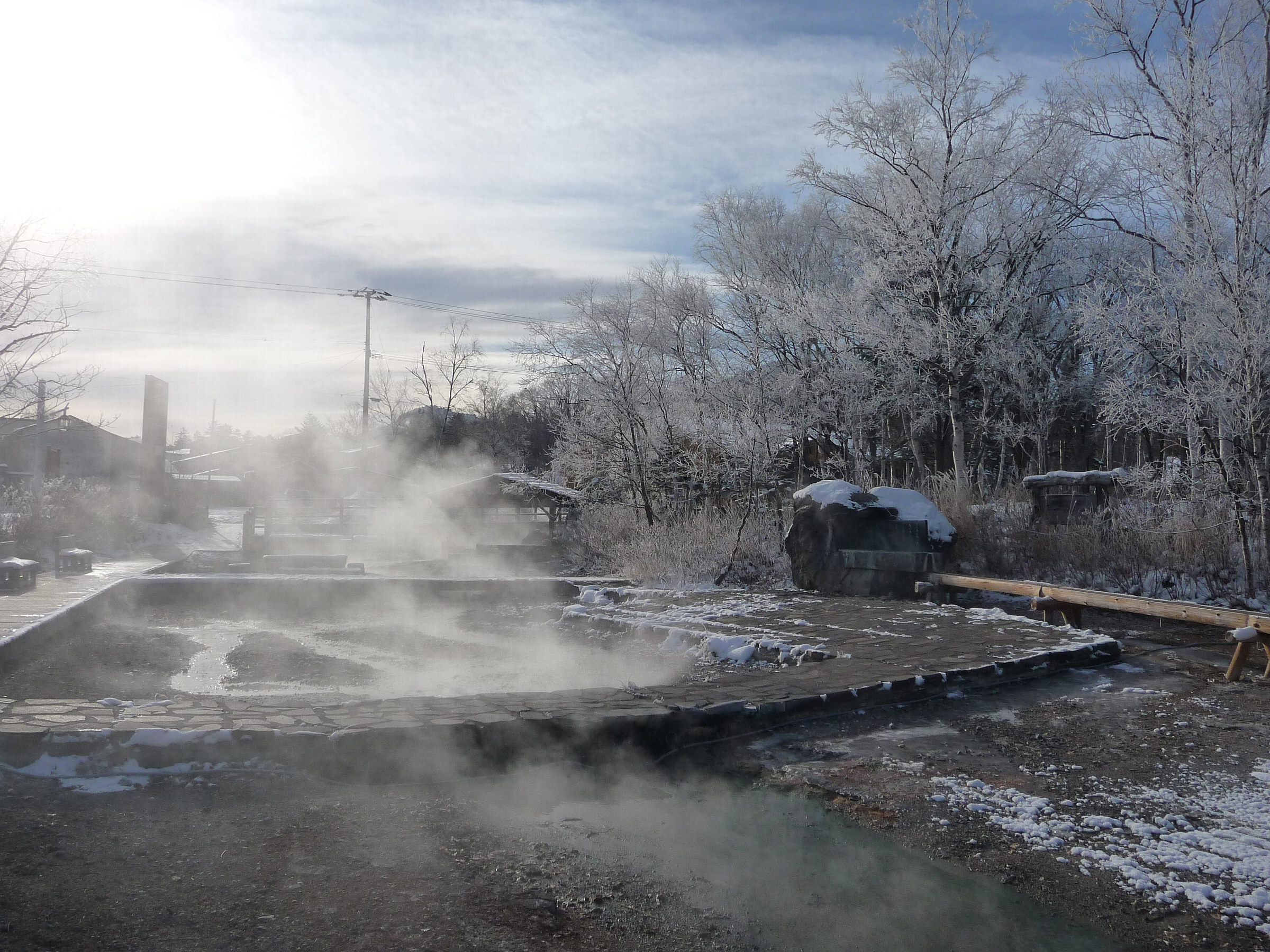
川湯温泉

コタン温泉

- 芽登温泉
- 幌加温泉
- ぬかびら温泉（糠平温泉）
- 山田温泉
- 然別湖畔温泉
- 菅野温泉
- 鹿の湯
- トムラウシ温泉
- ヌプントムラウシ温泉
- オソウシ温泉
- しほろ温泉
- 十勝川温泉
- 留真温泉
- 幕別温泉
- 晩成温泉
- ナウマン温泉

### 空知地方
- 芦別温泉
- 北竜温泉
- 南幌温泉
- 妹背牛温泉
- 江部乙温泉
- ほろしん温泉
- 秩父別温泉
- ながぬま温泉
- 由仁温泉

### 石狩地方
- 定山渓温泉
- 小金湯温泉
- 豊平峡温泉
- 薄別温泉
- 恵庭温泉
- 丸駒温泉
- 支笏湖いとう温泉
- 支笏湖温泉
- 竹山高原温泉

### 日高地方
- 沙流川温泉
- 平取温泉
- みついし昆布温泉 蔵三
- 静内温泉
- 新冠温泉
- 門別温泉

### 後志地方
- 積丹温泉
- 珊内ぬくもり温泉
- 神恵内温泉
- 朝日温泉
- 雷電温泉
- 盃温泉
- 朝里川温泉
- いわない温泉
- ニセコ温泉郷
  - 五色温泉
  - 昆布川温泉
  - ニセコアンヌプリ温泉
  - ニセコ駅前温泉
  - ニセコ昆布温泉
  - ニセコ新見温泉
  - ニセコ東山温泉
  - ニセコ薬師温泉
  - ニセコ湯本温泉
  - 黄金温泉
- ふるっぷ温泉
- 京極温泉
- 真狩温泉
- 川上温泉
- 留寿都温泉
- 黒松内温泉
- 寿都温泉
- 宮内温泉
- 千走川温泉
- モッタ海岸温泉

### 胆振地方

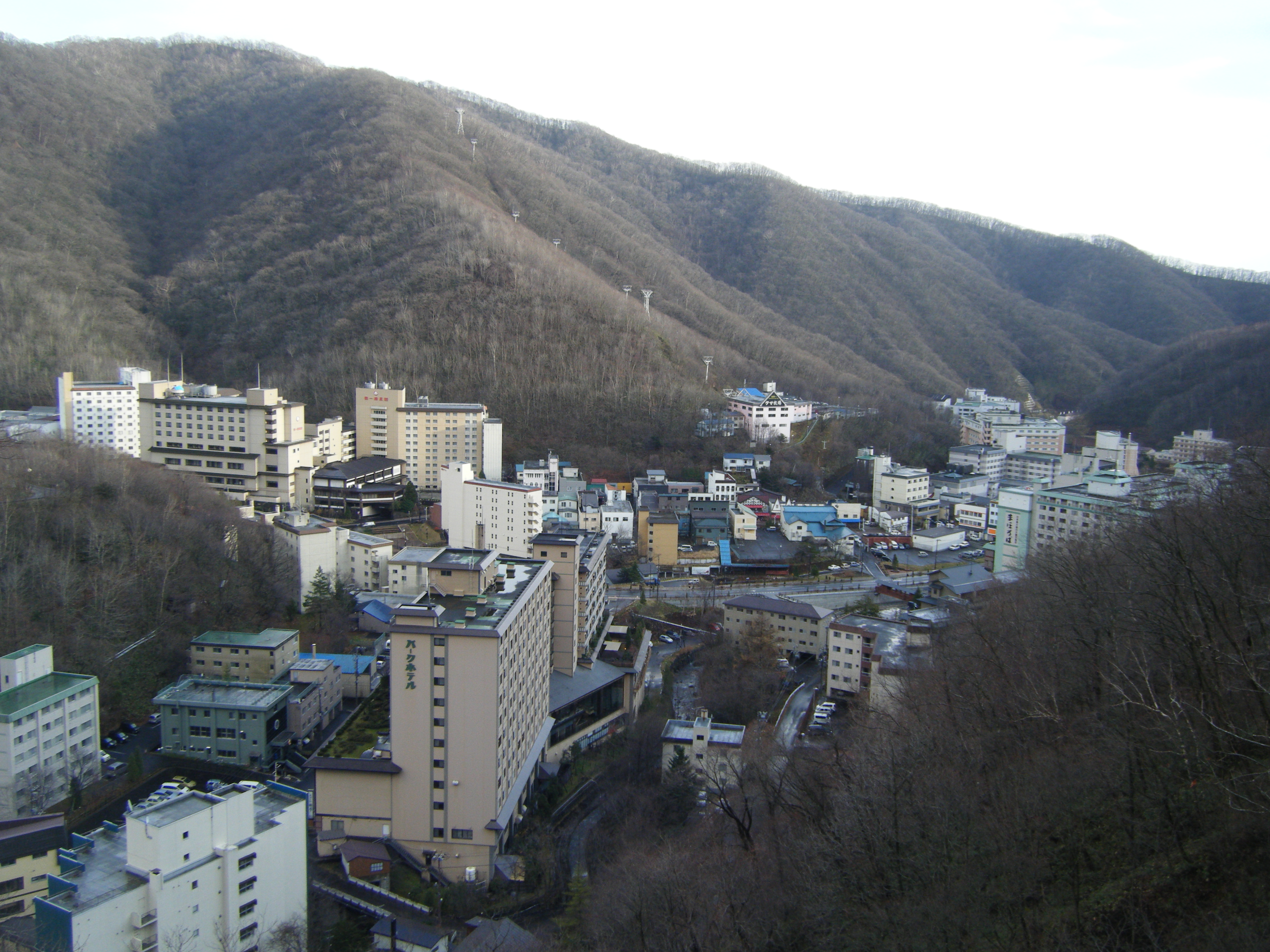
登別温泉

- 奥洞爺温泉郷
  - 壮瞥温泉
  - 蟠渓温泉
  - 北湯沢温泉
- むかわ温泉
- 樹海温泉
- 鶴の湯温泉
- しらかば温泉
- 樽前温泉
- 白老温泉
- 虎杖浜温泉
- 登別温泉
- カルルス温泉
- 川又温泉
- 楽々温泉
- 弁景温泉
- 洞爺温泉
- 仲洞爺温泉
- 財田温泉
- 洞爺月浦温泉
- 洞爺湖温泉
- 伊達温泉
- 豊浦温泉

### 檜山地方
- 奥美利河温泉
- 美利河温泉
- 神威脇温泉
- 貝取澗温泉
- 湯ノ岱温泉

### 渡島地方
- 長万部温泉
- 二股ラヂウム温泉
- 濁川温泉
- 八雲温泉
- 桜野温泉
- 上の湯温泉
- 平田内温泉
- 見市温泉
- 鹿部温泉
- 川汲温泉
- 大船温泉
- 水無海浜温泉
- 流山温泉
- 湯の川温泉
- 谷地頭温泉
- 知内温泉

## 青森県

### 津軽地方
- 嶽温泉
- 百沢温泉
- 湯段温泉
- 境関温泉
- 黒石温泉郷
  - 温湯温泉
  - 落合温泉
  - 板留温泉
  - 青荷おんせん
- 大鰐温泉
- 高増温泉
- 平賀温泉郷
  - 唐竹温泉
  - 大坊温泉
  - 温川温泉
  - 南田温泉
- 碇ヶ関温泉郷
  - 古遠部温泉
  - 湯の沢温泉
  - 関の庄温泉
  - 秋元温泉
  - 相乗温泉
- 浅虫温泉
- 酸ヶ湯温泉
- 城ヶ倉温泉
- 八甲田温泉
- 荒川温泉
- たらポッキ温泉
- 三内温泉
- 浪岡温泉
- 黄金崎不老不死温泉
- みちのく温泉
- 平舘不老不死温泉
- 竜飛崎温泉
- 小泊温泉
- 稲垣温泉

### 下北地方・南部地方
- 大間温泉
- 桑畑温泉
- 下風呂温泉
- 薬研温泉
- 湯野川温泉
- 恐山温泉
- むつ矢立温泉
- 馬門温泉
- 古牧温泉
- 上北温泉郷
- 五戸まきば温泉
- 奥入瀬渓流温泉（旧十和田湖温泉郷、十和田市）

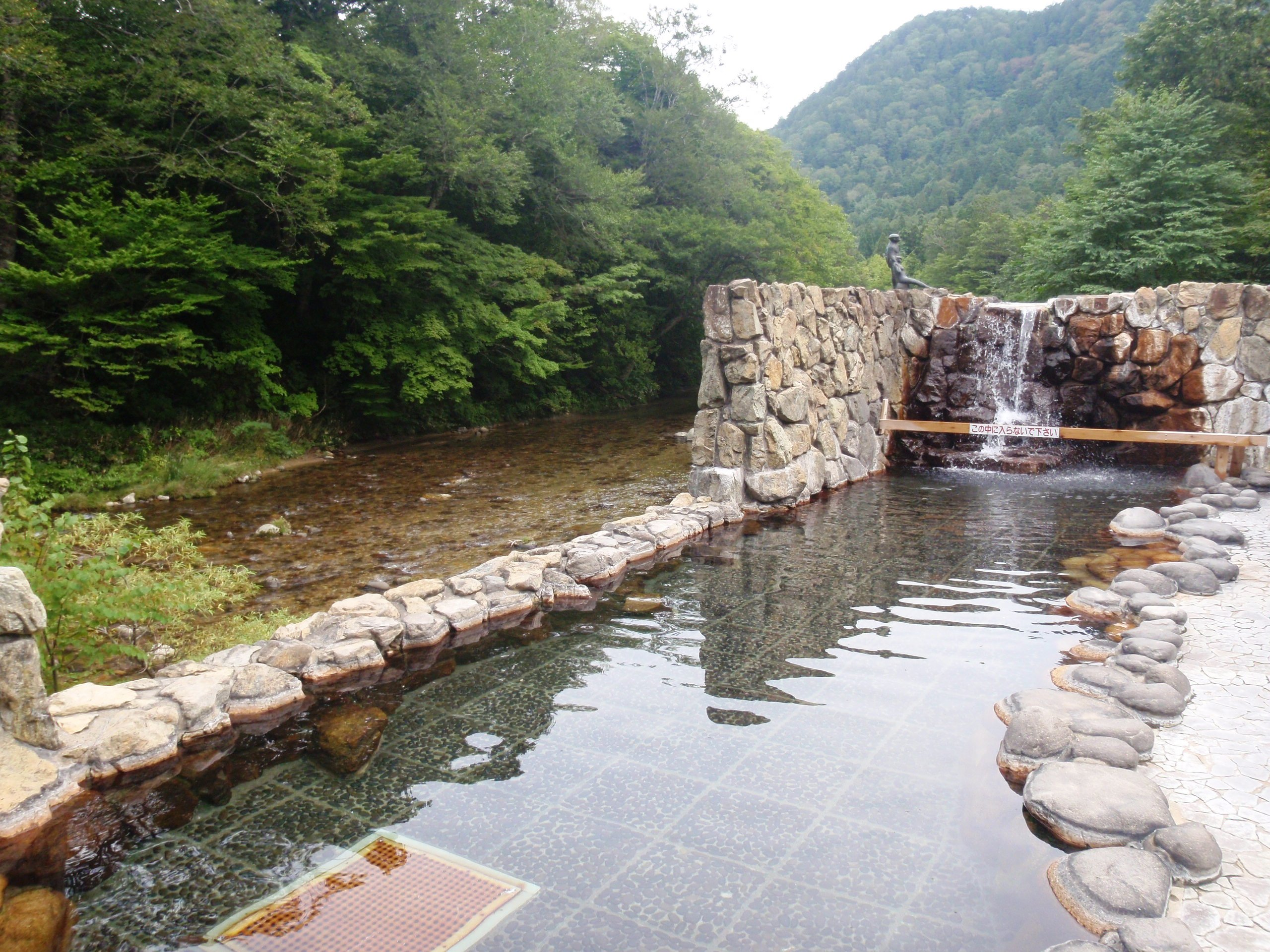
薬研温泉

古牧温泉

  - 焼山温泉
  - 蔦温泉
  - 猿倉温泉
  - 谷地温泉
- 十和田湖畔温泉
- 田子温泉（田子町）
- 福田温泉（南部町）

## 岩手県
- 金田一温泉
- 安比温泉
- 松川温泉
- 東八幡平温泉
- 藤七温泉
- 盛岡つなぎ温泉
- 鶯宿温泉
- 国見温泉
- 網張温泉
- 東和温泉
- 湯田温泉峡
- 夏油高原温泉郷
  - 夏油温泉
  - 瀬美温泉
  - 入畑温泉
  - 水神温泉
- 花巻温泉郷
  - 花巻温泉
  - 台温泉
  - 松倉温泉
  - 志戸平温泉
  - 渡り温泉
  - 大沢温泉
  - 山の神温泉
  - 高倉山温泉
  - 鉛温泉
  - 新鉛温泉
- 一関温泉郷
  - 須川高原温泉
  - 真湯温泉
- 姫神温泉
- 雫石高倉温泉
- 千貫石温泉
- 矢巾温泉
- 永岡温泉
- 南網張ありね温泉
- あづまね温泉

## 宮城県
- 秋保温泉
- 作並温泉
- 鳴子温泉郷
  - 鳴子温泉
  - 東鳴子温泉
  - 川渡温泉
  - 中山平温泉
  - 鬼首温泉
- かもしか温泉
- 温湯温泉
- 湯浜温泉
- みやぎ蔵王温泉郷
  - 小原温泉
  - 鎌先温泉
  - 白石湯沢温泉
  - 遠刈田温泉
  - 青根温泉
  - 峩々温泉
- 二口温泉
- 定義温泉
- 松島温泉
- 女川温泉
- 台ヶ森温泉
- 沢乙温泉
- 笹谷温泉
- 追分温泉
- 南三陸温泉
- 鎌倉温泉
- くりこま高原温泉郷

## 秋田県
- 乳頭温泉郷
  - 鶴の湯温泉
  - 大釜温泉
  - 妙乃湯温泉
  - 蟹場温泉
  - 孫六温泉
  - 黒湯温泉
- 八幡平温泉郷
  - 玉川温泉
  - 後生掛温泉
  - 蒸ノ湯温泉
  - 大深温泉
- 田沢湖高原温泉郷
- 水沢温泉郷
- 夏瀬温泉
- 大湯温泉
- 湯瀬温泉
- 日景温泉
- 矢立温泉
- 矢立峠温泉
- 男鹿温泉郷
- 森岳温泉
- 秋田温泉
- 滝温泉
- かすみ温泉
- 湯ノ岱温泉
- 象潟温泉
- 仁賀保温泉
- 大滝温泉
- 大葛温泉
- 強首温泉郷
- 猿倉温泉
- 秋ノ宮温泉郷
  - 鷹の湯温泉
- 泥湯温泉
- 小安峡温泉
- 大湯温泉
- 須川温泉
- 大内ぽぽろっこ温泉
- 岩城温泉
- 上畑温泉
- 船沢温泉
- 雪沢温泉
- 岩倉温泉
- 唐松温泉
- 山の手温泉
- 横手駅前温泉
- 十和田湖畔温泉
- 八森いさりび温泉
- あきた白神温泉
- 湯の沢温泉
- 打当温泉
- 雄和ふるさと温泉

## 山形県

### 村山地方
- 銀山温泉
- 碁点温泉
- 天童温泉
- さくらんぼ東根温泉
- かみのやま温泉
- 蔵王温泉
- 寒河江温泉
- ひまわり温泉
- 黒沢温泉
- 河北温泉
- りんご温泉
- 月山志津温泉
- 山辺温泉

### 最上地方
- 瀬見温泉
- 赤倉温泉
- 肘折温泉
- 今神温泉
- 草薙温泉
- 羽根沢温泉
- 柳川温泉

### 置賜地方
- 小野川温泉
- 白布温泉
- 大平温泉
- 滑川温泉
- 姥湯温泉
- 五色温泉
- 赤湯温泉
- 新高湯温泉
- いいで添川温泉

### 庄内地方

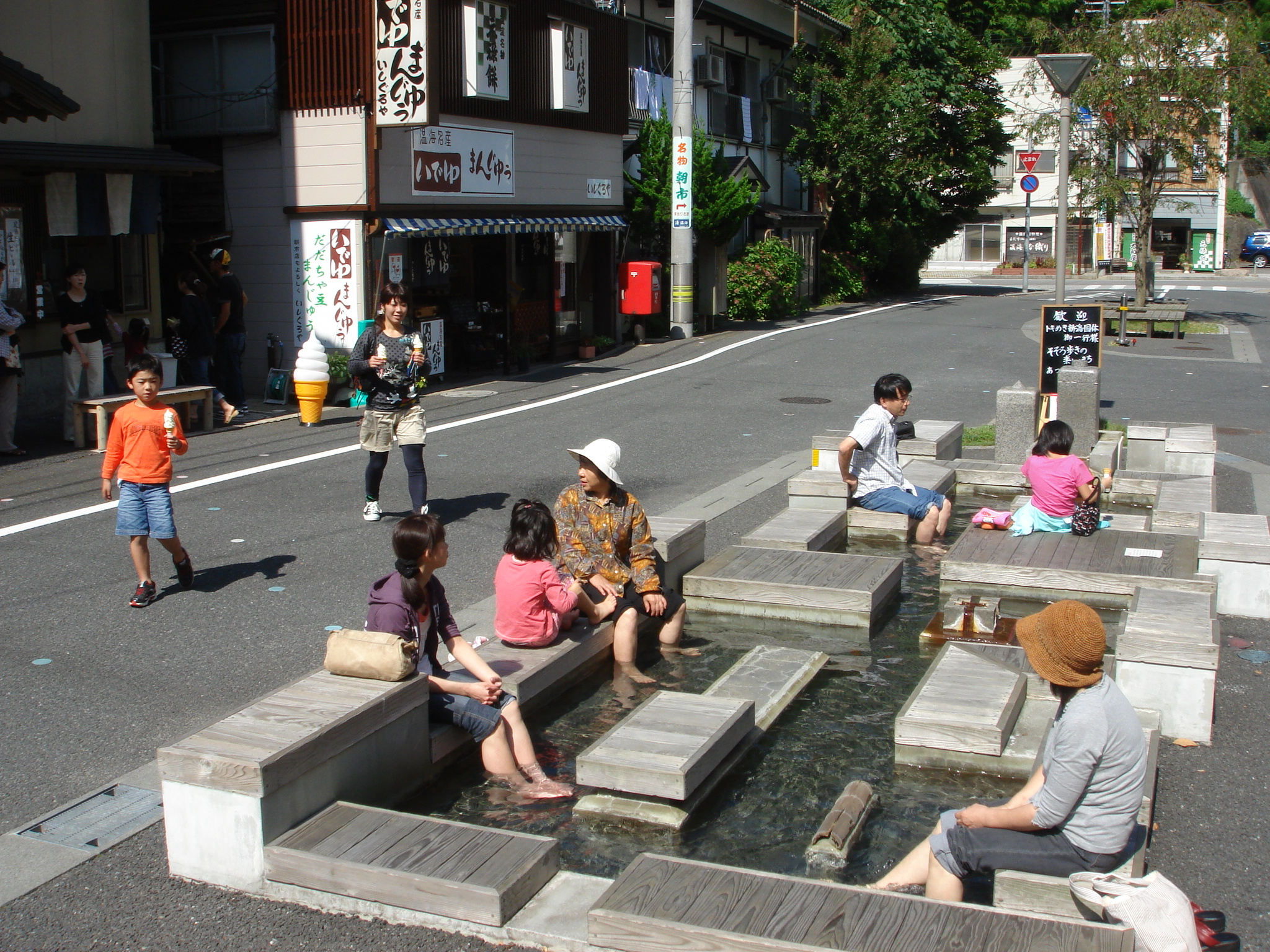
温泉街 あつみ温泉

- あつみ温泉
- 湯田川温泉
- 由良温泉
- 湯野浜温泉
- 湯ノ田温泉
- 鳥海温泉
- 長沼温泉
- 松山温泉
- 波渡崎温泉
- 立岩海底温泉
- 湯の瀬温泉

## 福島県

### 会津地方
- 東山温泉
- 芦ノ牧温泉
- 熱塩温泉
- 日中温泉
- 裏磐梯温泉郷
  - 大塩裏磐梯温泉
  - 裏磐梯川上温泉
  - 早稲沢温泉
  - 五色沼温泉
  - 猫魔温泉
  - 桧原温泉
  - デコ平温泉
- 中ノ沢温泉
- 横向温泉
- 沼尻温泉
- 高田温泉
- 新鶴温泉
- 会津本郷温泉
- 柳津温泉
- 西山温泉
- 早戸温泉
- 宮下温泉
- 中川温泉
- 大塩温泉
- 玉梨温泉
- 昭和温泉
- 湯野上温泉
- 湯ノ花温泉
- 木賊温泉
- 山口温泉
- 小豆温泉
- さかい温泉
- 深沢温泉
- 檜枝岐温泉
- 只見温泉
- 渋沢温泉
- 中の湯

### 中通り地方

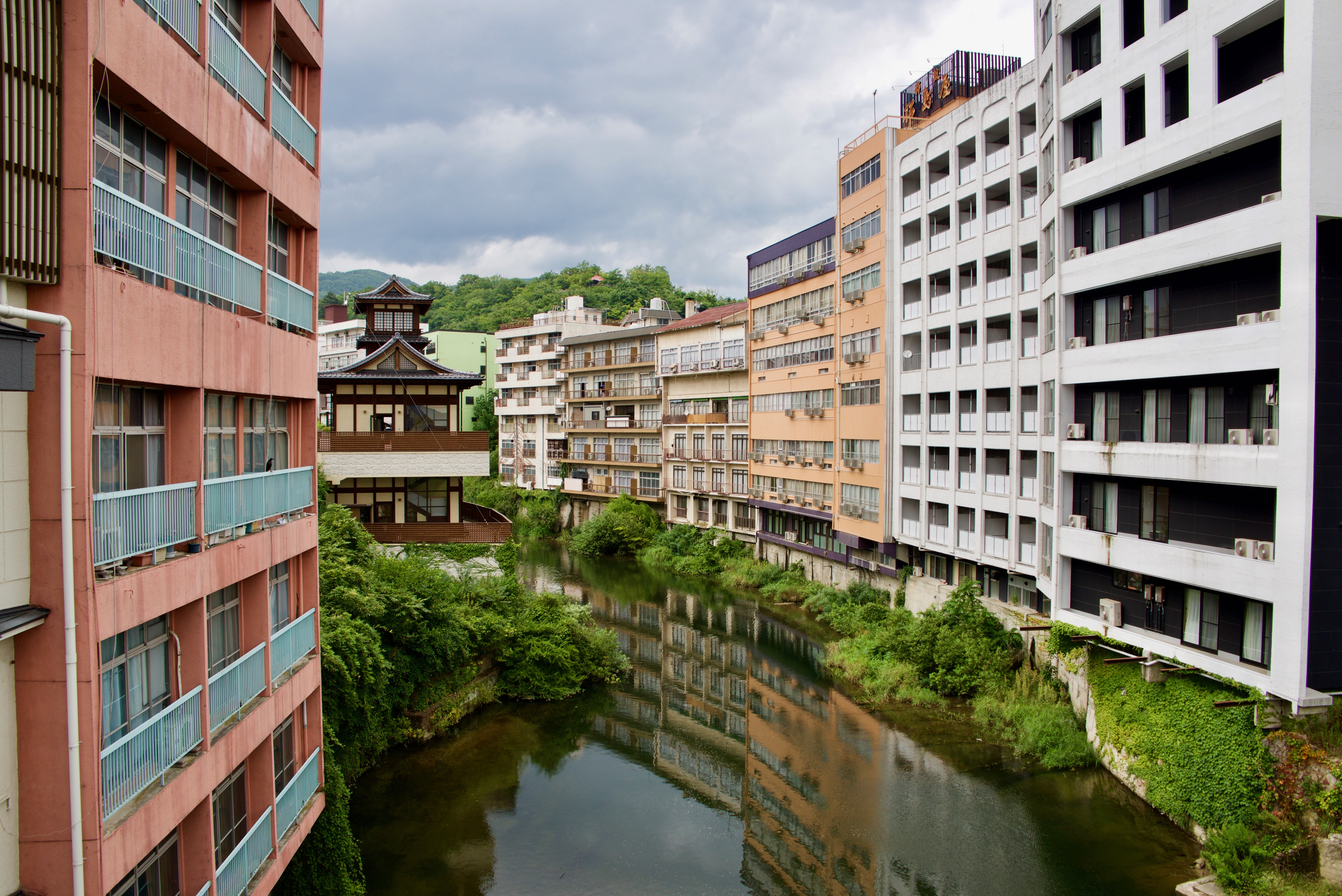
飯坂温泉

- 飯坂温泉
  - 穴原温泉（奥飯坂）
- 高湯温泉
- 信夫温泉
- 土湯温泉
  - 野地温泉
  - 新野地温泉
  - 鷲倉温泉
  - 幕川温泉
  - 赤湯温泉
- 微湯温泉
- 岳温泉
- 塩沢温泉
- くろがね温泉
- 磐梯熱海温泉
- 郡山温泉郷
- 甲子温泉
- 新甲子温泉
- 二岐温泉
- 岩瀬湯本温泉
- 天栄温泉
- 羽鳥湖温泉
- 母畑・石川温泉郷
  - 母畑温泉
  - 猫啼温泉
  - 片倉温泉
  - 塩ノ沢温泉
- きつねうち温泉
- 湯岐温泉
- 常世温泉
- 志保の湯温泉
- 斎藤温泉

### 浜通り地方
- いわき湯本温泉
- いわき蟹洗温泉
- 神白温泉
- 岩井戸温泉
- ならは羽黒山温泉
- 天神岬温泉
- 新田川温泉
- 相馬松川浦温泉

## 茨城県
- 奥久慈温泉郷
  - 大子温泉
  - 袋田温泉
  - 月居温泉
  - 湯沢温泉
  - 淺川温泉
- 川中子温泉
- 塩ノ沢温泉
- 平潟港温泉
- 五浦温泉
- 鵜の岬温泉
- 湯ノ網温泉
- 大洗温泉
- 潮来水原温泉
- 筑波山温泉
- 磯原温泉
- 横川温泉

## 栃木県
- 鬼怒川温泉
- 川治温泉
- 湯西川温泉
- 奥鬼怒温泉郷
  - 川俣温泉
  - 女夫渕温泉
  - 八丁湯
  - 加仁湯
- 日光湯元温泉
- 光徳温泉
- 中禅寺温泉
- 篭岩温泉
- 塩原温泉郷
  - 大網温泉
  - 福渡温泉
  - 塩釜温泉
  - 塩の湯温泉
  - 畑下温泉
  - 門前温泉
  - 古町温泉
  - 中塩原温泉
  - 上塩原温泉
  - 新湯温泉
  - 元湯温泉
- 那須温泉郷
  - 板室温泉
  - 三斗小屋温泉
  - 北温泉
  - 大丸温泉
  - 弁天温泉
  - 八幡温泉
  - 那須湯本温泉
- 大沢温泉
- 柳沢温泉
- 芦野温泉
- 西那須野温泉
- 馬頭温泉郷
- 大田原温泉
- 大金温泉
- 佐久山温泉
- 黒羽温泉
- 湯津上温泉
- 矢板温泉
- 松島温泉
- 喜連川温泉
- 小川温泉
- 早乙女温泉
- 高根沢温泉
- 上河内温泉
- 益子温泉
- 赤見温泉
- 地蔵の湯
- 足尾温泉

## 群馬県
- 四万温泉（日向見温泉）
- 川中温泉（三大美人湯）
- 松ノ湯温泉
- 沢渡温泉 長野県の沢渡温泉と混同注意
- 川原湯温泉
- 草津温泉
- 万座温泉
- 鹿沢温泉
- つま恋温泉
- 嬬恋温泉
- 嬬恋バラギ温泉
- 奥嬬恋温泉
- 半出来温泉
- 平治温泉
- 鬼押温泉
- 赤岩温泉
- 京塚温泉
- 花敷温泉
- 尻焼温泉
- 湯の平温泉
- 霧積温泉
- 吉井温泉
- 塩ノ沢温泉
- 伊香保温泉
- 榛名湖温泉
- 水上温泉郷
  - 水上温泉
  - 上牧温泉
  - 奈女沢温泉
  - 湯の小屋温泉
  - 上の原温泉
  - 宝川温泉
  - 湯檜曾温泉
  - 鵜の瀬温泉
  - 谷川温泉
- 老神温泉
- 片品温泉郷
  - 鎌田温泉
  - 片品温泉
  - 尾瀬戸倉温泉
  - 幡谷温泉
  - 丸沼温泉
- 川場温泉郷
  - 川場温泉
  - 小住温泉
  - 武尊温泉
  - 桜川温泉
  - 塩河原温泉
  - 宮山温泉
- 白沢高原温泉
- みくに温泉郷
  - 猿ヶ京温泉
  - 湯宿温泉
  - 川古温泉
  - 法師温泉
- 赤城温泉郷
  - 赤城温泉
  - 赤城高原温泉
  - 忠治温泉
- 敷島温泉
- 磯部温泉
- 三福温泉
- 藪塚温泉
- 五色温泉
- 梨木温泉
- 林温泉
- 浅間隠温泉郷
  - 薬師温泉
  - 鳩の湯温泉
  - 温川温泉
- 湯端温泉
- 高山温泉
- 相間川温泉
- 大塚温泉
- 応徳温泉

## 埼玉県
- 秩父温泉
- 奥秩父鉱泉郷
  - 日野温泉
  - 白久温泉（秩父七湯）
  - 柴原温泉（秩父七湯）
- 秩父高篠鉱泉郷
  - 新木鉱泉（秩父七湯）
  - 不動の湯
  - 和銅鉱泉
  - 美やま温泉
  - 山田温泉
- 大滝温泉
- 武甲温泉
- 両神温泉
- 名栗温泉
- サイボク天然温泉
- 小川温泉
- 玉川温泉
- 都幾川温泉
- さいたま清河寺温泉
- 北本温泉
- 百穴温泉
- 四季の湯温泉
- 神流川温泉
- 百観音温泉
- 越谷温泉
- 吉川温泉

## 千葉県

### 南房総地方
- 南房総温泉郷（南房総市）
  - 白浜温泉郷
    - 白浜温泉
    - 白浜飯田屋温泉
    - 白浜野嶋温泉
    - 白浜女来島温泉
    - 白浜湯元温泉
    - 元湯白浜温泉
    - 南房総白浜温泉
    - へいすけ温泉

  - 千倉温泉郷
    - 千倉温泉
    - 千倉海岸温泉
    - 千倉海底温泉
    - 千倉瀬戸浜温泉
    - 千倉元湯温泉
    - しあわせ温泉
    - 千倉七浦温泉
    - 矢原温泉

  - 南房総岩井温泉郷
    - 岩井湯元温泉
    - 弁天温泉
- たてやま温泉郷（館山市）
  - 石塚温泉
  - 吉祥龍神の湯温泉
  - 古原屋の湯温泉
  - サンランド温泉
  - しおさい温泉
  - 館山湯元温泉
  - 不老山薬師温泉
  - 南館山温泉
- 養老渓谷温泉（市原市・大多喜町）
  - 栗又温泉
- 勝浦温泉郷（勝浦市）
  - 勝浦温泉
  - 鵜原温泉
  - 勝浦うばら温泉
  - 湯場の原温泉
  - 三日月温泉
- 鴨川温泉郷（鴨川市）
  - 曽呂温泉
  - 太海湯元温泉
  - 粟斗温泉
  - 小湊温泉
  - 白岩温泉
  - 宮下温泉
- 亀山温泉（君津市）
- 七里川温泉（君津市）
- 小糸川温泉（君津市）
- 白壁の湯（君津市）
- 濃溝温泉（君津市）
- 富津温泉（富津市）
- 青堀温泉（富津市）
- 鋸山金谷温泉（富津市）
- 安房温泉（鋸南町）
- 保田温泉（鋸南町）

### 銚子・九十九里地方

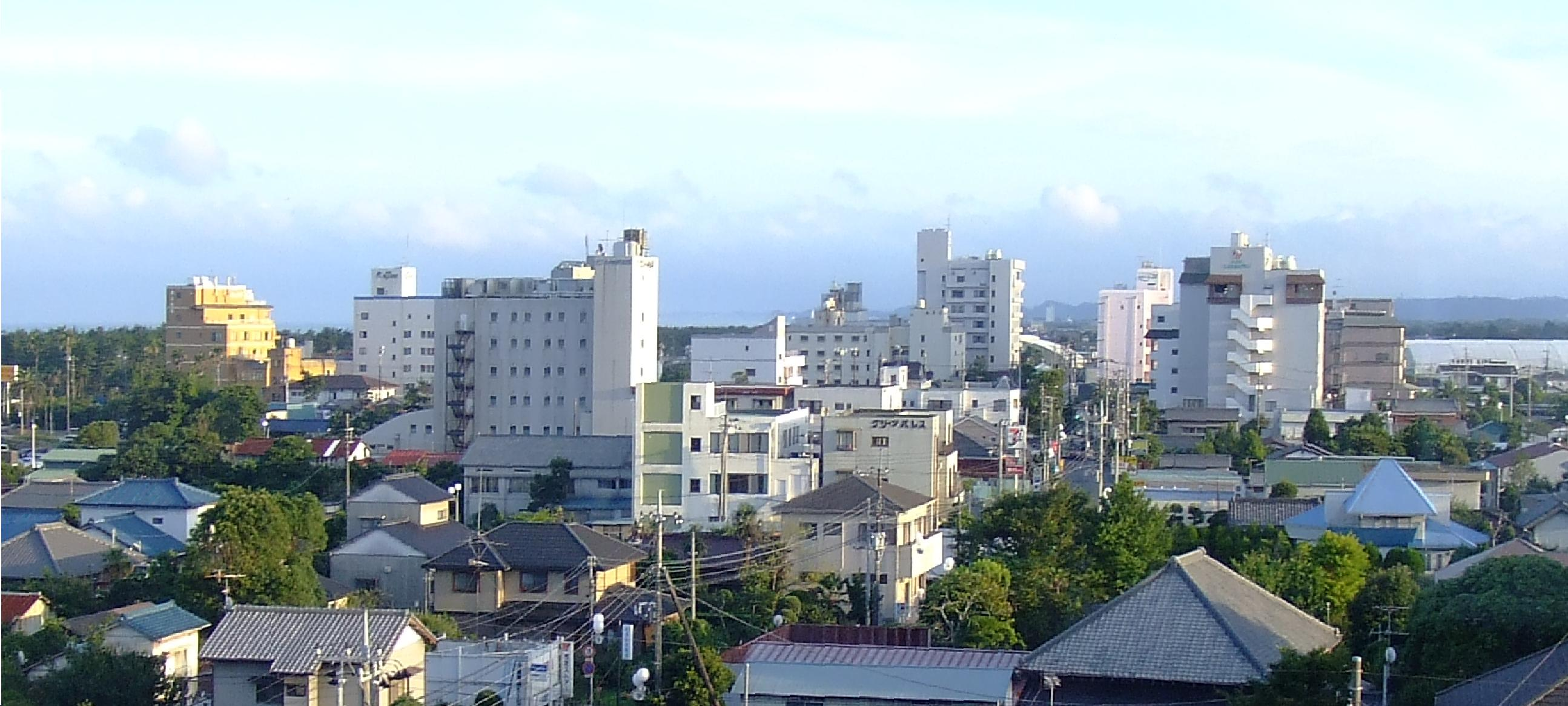
白子温泉

- 犬吠埼温泉（銚子市）
  - 潮の湯温泉
- 飯岡温泉（旭市）
  - 飯岡ラジウム温泉
- 矢指ヶ浦温泉（旭市）
- 旭九十九里温泉（旭市）
- 鳴涛温泉（山武市）
- 白子温泉（白子町）

## 東京都

### 区部・多摩地域
- 鮎美の湯
  - 河辺温泉
- 板橋温泉
- 岩蔵温泉
- 青梅石神温泉
- 数馬温泉
- つるつる温泉
- 大手町温泉
- 浅草観音温泉
- 平和島温泉
- 羽田空港泉天空温泉
- 高井戸天然温泉
- 瀬田温泉
- 大谷田温泉
- 東京天然温泉
- 昭島温泉
- 府中温泉
- 秋川温泉
- 鶴の湯温泉
- 蒲田温泉
- 豊島園温泉
- 小石川温泉
- 稲城天然温泉
- 深大寺温泉
- 小平天然温泉
- 村山温泉
- 檜原温泉
- 蛇の湯温泉
- 京王高尾山温泉

### 島嶼部
- 大島温泉
- 間々下温泉（新島）
- 八丈島温泉
- 地鉈温泉（式根島）
- 足付温泉（式根島）

## 神奈川県
- 箱根温泉郷
  - 姥子温泉
  - 箱根湯本温泉
  - 塔ノ沢温泉
  - 大平台温泉
  - 宮ノ下温泉
  - 底倉温泉
  - 木賀温泉
  - 堂ヶ島温泉
  - 強羅温泉
  - 早雲山温泉
  - 小涌谷温泉
  - 大涌谷温泉
  - 仙石原温泉
  - 芦之湯温泉
  - 芦ノ湖温泉
  - 湖尻温泉
  - 宮城野温泉
  - 二ノ平温泉
  - 湯ノ花沢温泉
  - 蛸川温泉
- 七沢温泉
  - かぶと湯温泉
  - 広沢寺温泉
- 半原温泉
- 中川温泉
- 鶴巻温泉
- 藤野温泉
- 綱島温泉
- 根府川温泉
- 湯河原温泉
- 江の島温泉
- 稲村ヶ崎温泉
- 大磯温泉
- 平塚温泉
- 阿部倉温泉
- 佐野天然温泉
- 大矢部温泉
- 野比温泉
- 三浦マホロバ温泉
- 伊勢原温泉
- 陣谷温泉(陣馬の湯)
- 飯山温泉
- 秦野温泉
- 油壺温泉
- 川崎有馬温泉

## 新潟県

### 上越地方
- 妙高高原温泉郷
  - 赤倉温泉
  - 新赤倉温泉
  - 関温泉
  - 池の平温泉
  - 妙高温泉
  - 燕温泉
  - 杉野沢温泉
- 雨飾温泉
- 鵜の浜温泉
- 焼山温泉
- 笹倉温泉
- 蓮華温泉
- 姫川温泉
- 蒲原温泉
- 糸魚川温泉
- 柵口温泉
- 桑取温泉

### 中越地方

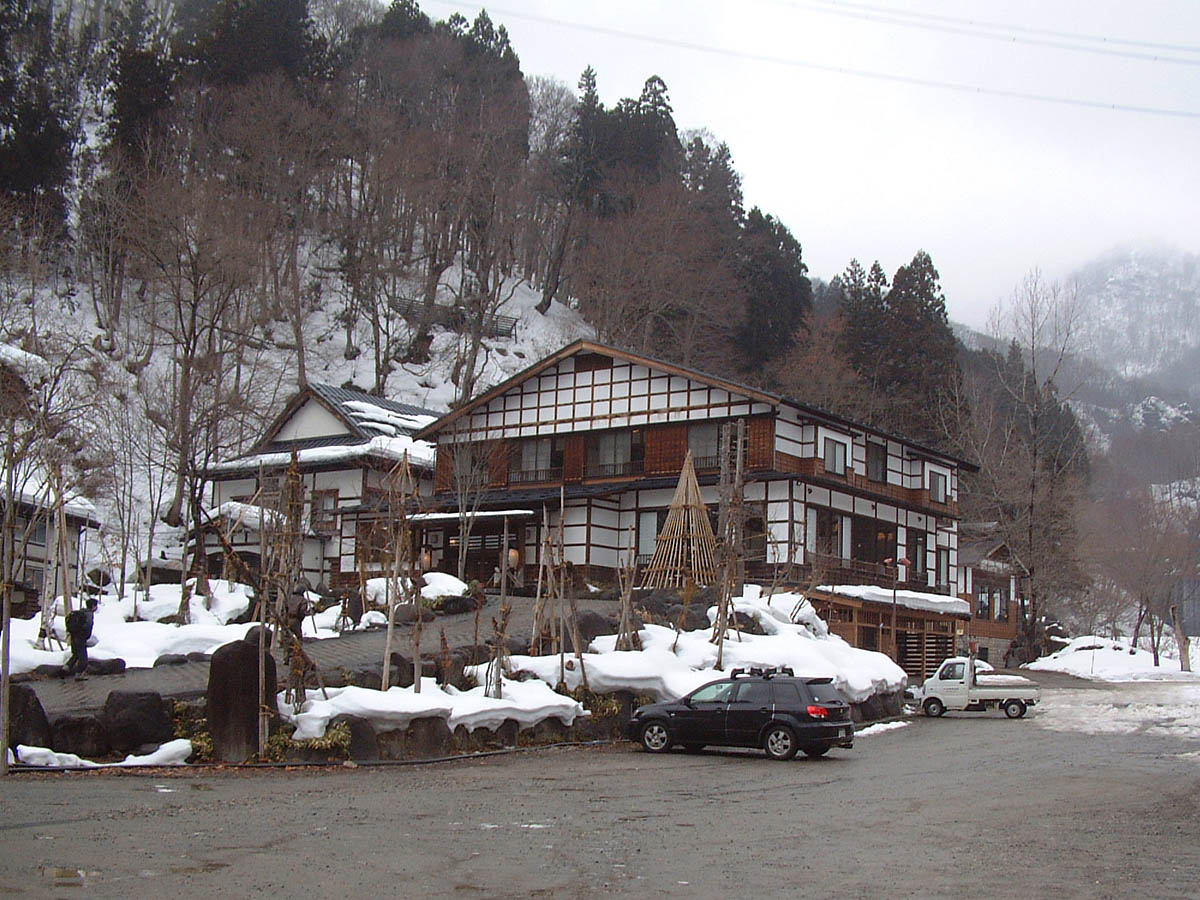
貝掛温泉

- 越後湯沢温泉
- 貝掛温泉
- 湯之谷温泉
  - 大湯温泉
  - 駒の湯温泉
- 六日町温泉
- 大沢山温泉
- 広田温泉
- 柏崎温泉
- 西谷温泉
- 蓬平温泉
- 越後長野温泉
- 赤湯温泉
- 五十沢温泉
- 馬越温泉
- 塩ノ入温泉
- かまぶろ温泉
- 三島谷温泉
- 寺泊温泉郷
  - 寺泊岬温泉
- 桂温泉
- 畔地温泉
- まつだい芝峠温泉
- 逆巻温泉
- 松之山温泉
- 清津峡温泉

### 下越地方

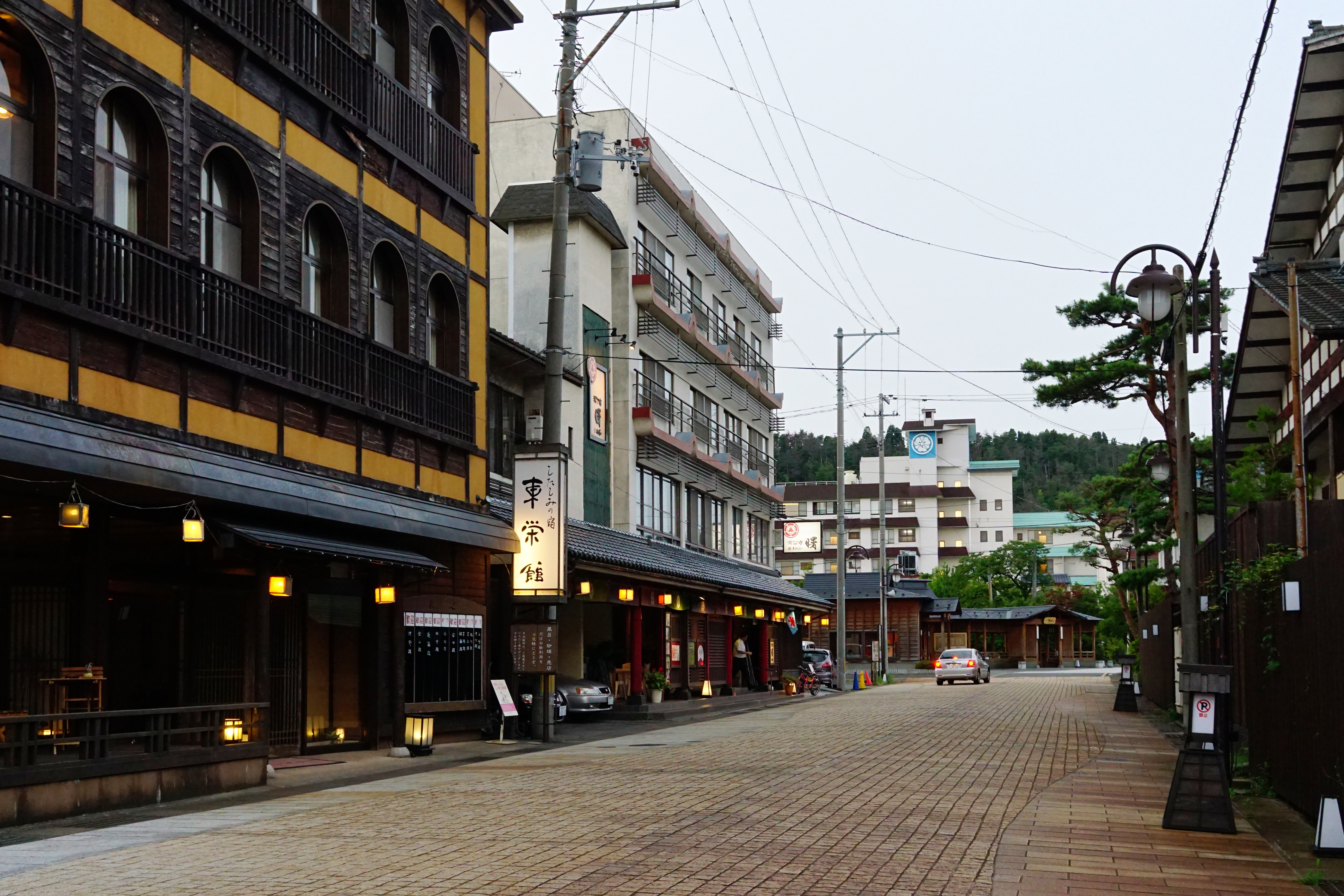
月岡温泉

- 月岡温泉
- 新胎内温泉
- 瀬波温泉
- 岩室温泉
- 弥彦温泉
- 咲花温泉
- 奥阿賀温泉郷
  - 麒麟山温泉
  - 三川温泉
  - 津川温泉
  - かのせ温泉
  - 角神温泉
  - 御神楽温泉
  - 七福温泉
- 塩の湯温泉
- 湯田上温泉
- 五頭温泉郷
  - 村杉温泉
  - 今板温泉
  - 出湯温泉
- 勝木ゆり花温泉
- 荒川峡温泉郷
  - 高瀬温泉
  - 雲母温泉
  - 鷹ノ巣温泉
- 佐渡島の温泉地（佐渡市）
  - 両津温泉郷

## 富山県

### 東部（新川地区）

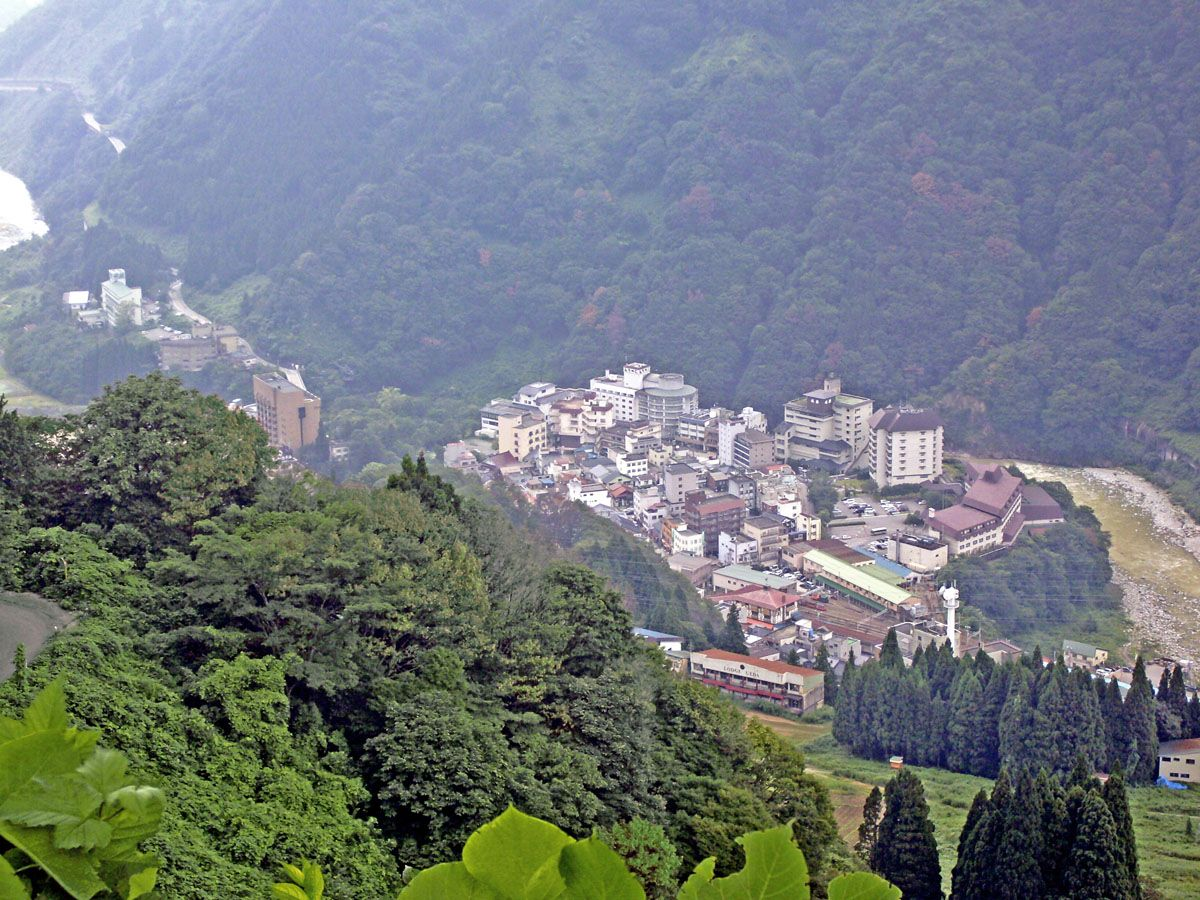
宇奈月温泉

- 黒薙温泉
  - 宇奈月温泉
- 金太郎温泉
- 天神山温泉
- 小川温泉
- 生地温泉
- 黒部川明日温泉
- 鐘釣温泉
- 名剣温泉
- 祖母谷温泉
- 東谷温泉
- 地獄谷温泉
- みくりが池温泉
- 立山温泉
- 大谷温泉
- 北山鉱泉
- 立山吉峰温泉
- 下田温泉
- みのわ温泉（早月川温泉）
- 大岩湯神子温泉
- 大岩不動の湯

### 富山市
- 新湯
- 下の茗温泉
- 大長谷温泉
- 高天原温泉
- 立山山麓温泉
- 粟巣野温泉（森の風立山）
- 牛岳温泉
- 呉羽山温泉
- 鯰温泉
- 音川温泉
- 山田温泉
- 亀谷温泉
- 春日温泉
- 水橋温泉
- 神通峡岩稲温泉
- 長八温泉

### 西部

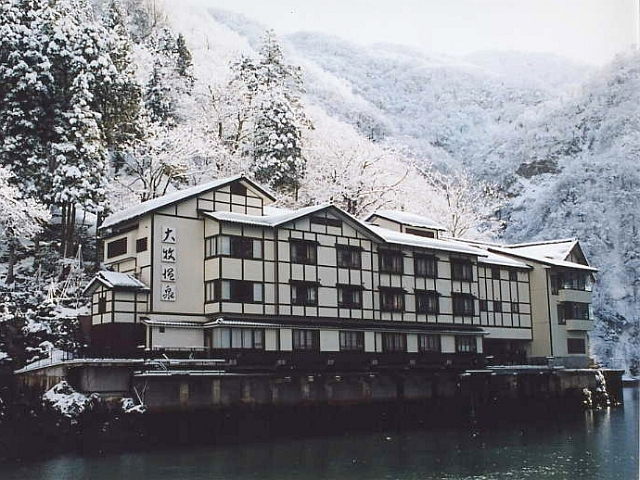
大牧温泉

- 法林寺温泉
- 寺尾温泉
- 林道温泉
- 福光華山温泉
- 川合田温泉
- 大牧温泉
- 岩井戸温泉
- 宮島温泉
- 庄川湯谷温泉
- 庄川温泉郷
- 神代温泉
- 氷見温泉
- 阿尾の浦温泉
- 五箇山温泉
- 新五箇山温泉

## 石川県

### 加賀地方

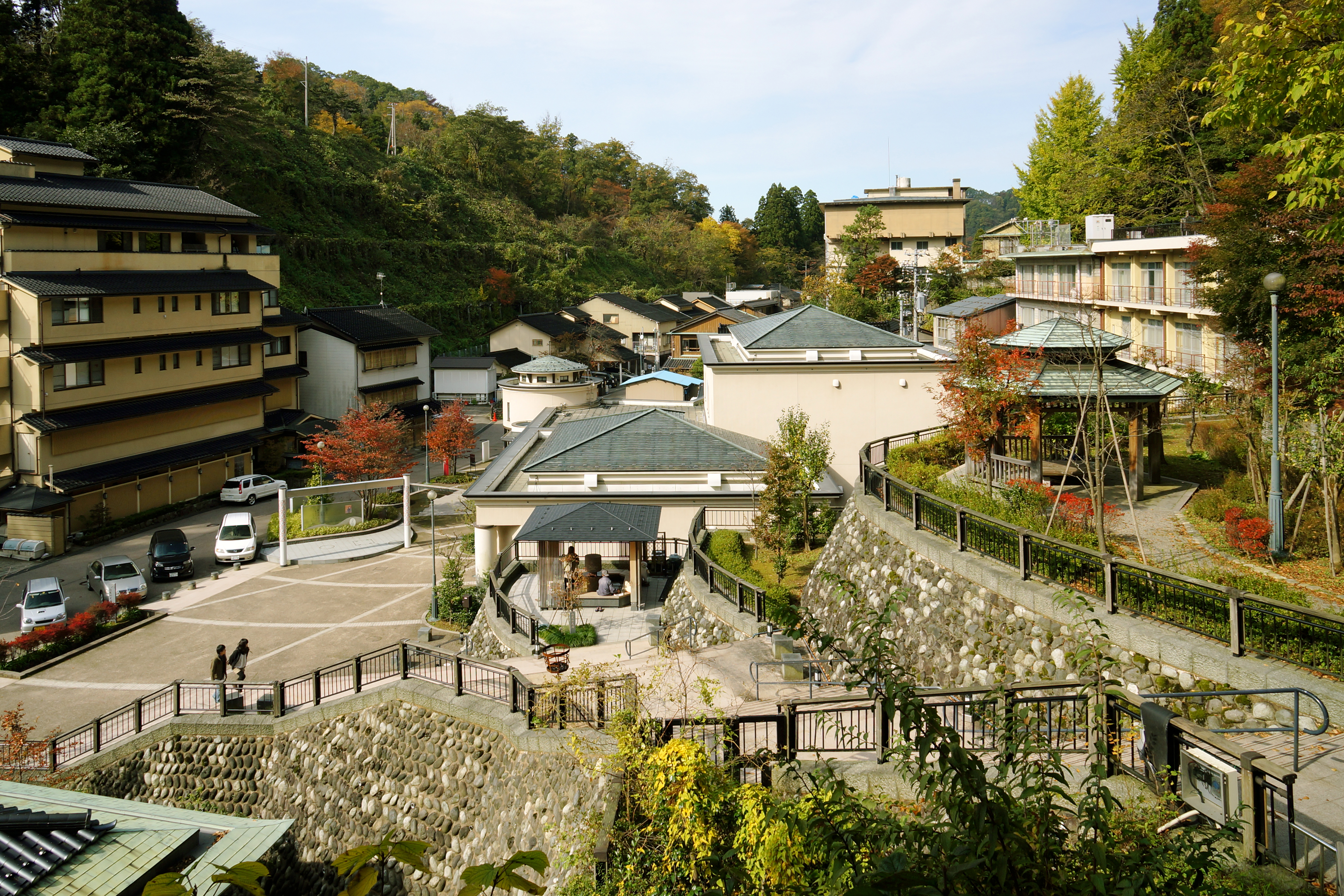
湯桶温泉

- 加賀温泉郷
  - 山代温泉
  - 山中温泉
  - 粟津温泉
  - 片山津温泉
- 白山温泉郷
  - 河内千丈温泉
  - 白山一里野温泉
  - 中宮温泉
  - 白峰温泉
  - 白山杉の子温泉
  - 新岩間温泉
- 金沢温泉郷
  - 湯涌温泉
  - 深谷温泉
  - 犀川峡温泉
  - 曲水温泉
- 銭がめ温泉
- 白鳥路温泉
- 美川温泉
- 辰口温泉
- 加賀三谷温泉
- オータム天然温泉

### 能登地方

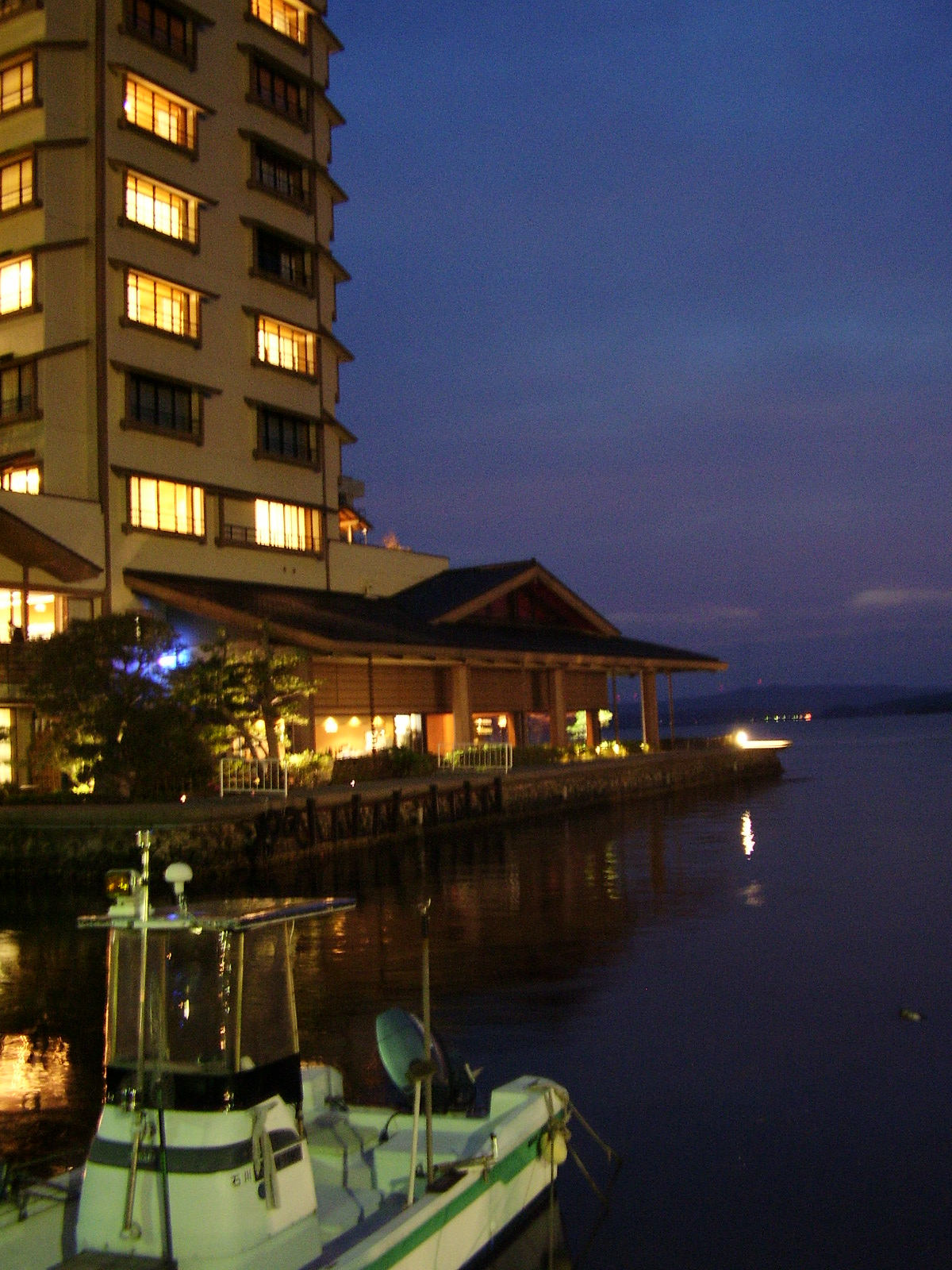
和倉温泉

- 和倉温泉
- 葭ヶ浦温泉
- 能登輪島温泉
- ねぶた温泉
- 縄文真脇温泉
- 志賀の郷温泉
- 赤崎温泉
- 湯川温泉
- 千里浜やわらぎ温泉
- 柳田温泉
- 珠洲温泉

## 福井県

越前玉川温泉

- 芦原温泉
- 東尋坊温泉
- 三国温泉
- 越前玉川温泉
- 越前厨温泉
- 大安寺温泉
- 佐野温泉
- 敦賀トンネル温泉
  - 敦賀きらめき温泉リラ・ポート
- 鳩ヶ湯温泉
- 花はす温泉
- 花みずき温泉
- 虹岳島温泉
- 鷹巣温泉
- 六呂師温泉
- 今庄365温泉
- 九頭竜温泉

## 山梨県

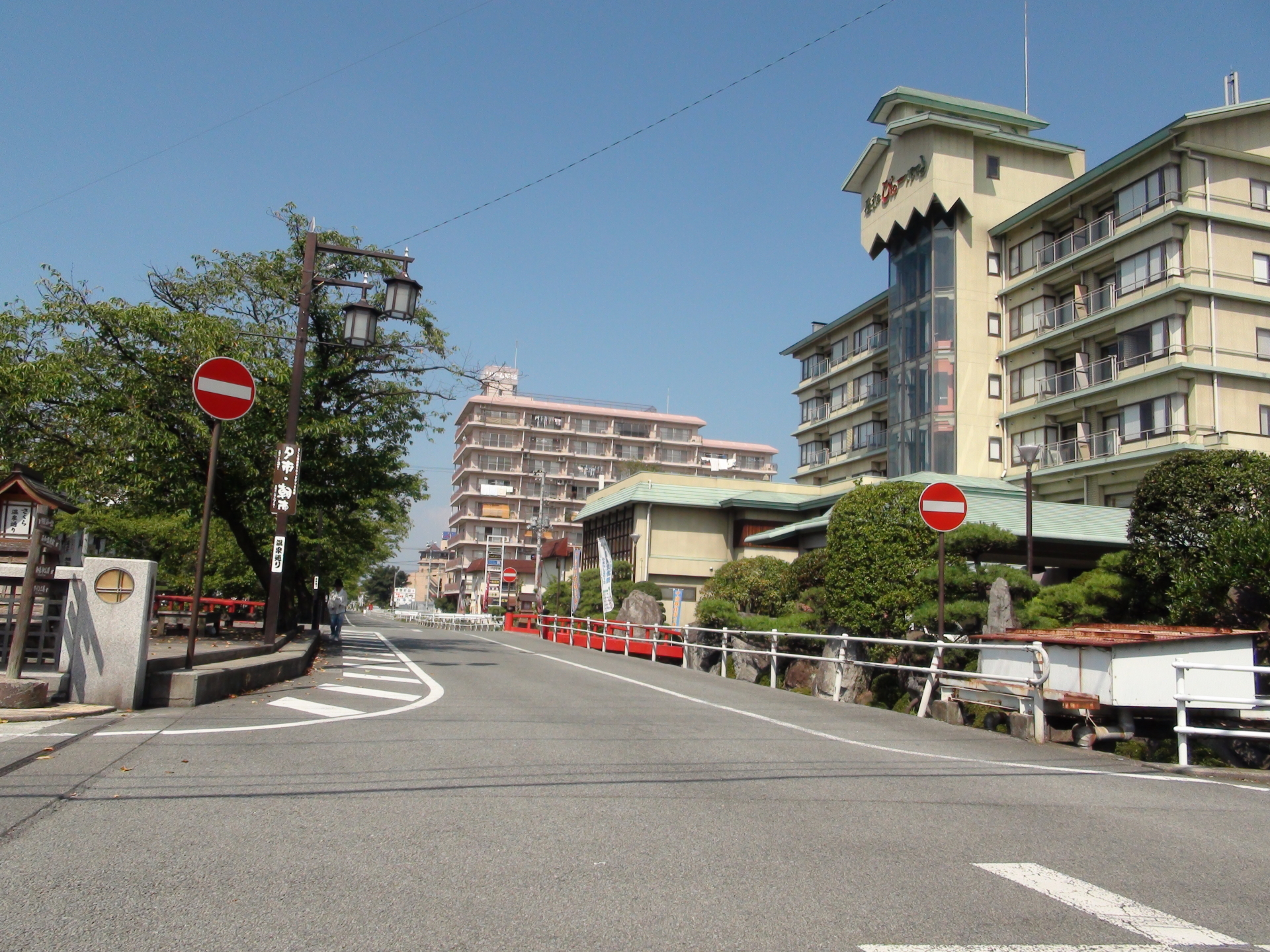
石和温泉

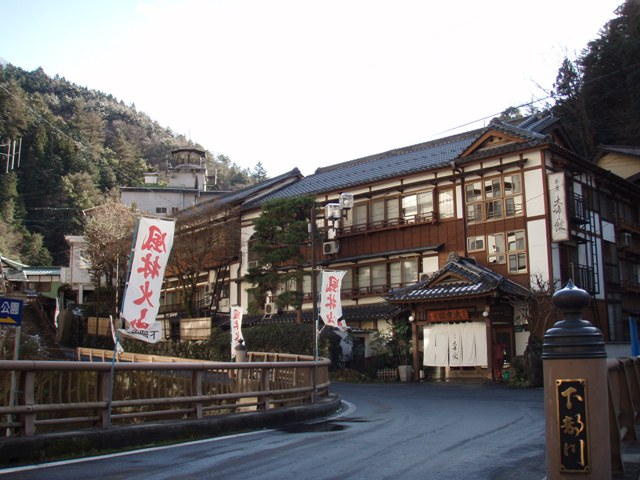
下部温泉

- 十谷温泉
  - 甲州鰍沢温泉
- 赤石温泉
- 石和温泉郷
  - 石和温泉
  - 春日居温泉
    - 日の出温泉
- 岩下温泉
- 塩山温泉
- 甲府盆地中西部の温泉
  - 神の湯温泉
  - フカサワ温泉
  - 山口温泉
- 川浦温泉
- 八ヶ岳周辺の温泉 (山梨県)
  - 甲斐大泉温泉
  - 小淵沢温泉
  - 清里温泉 (山梨県)
- 甲府温泉
- ほったらかし温泉
- 裂石温泉
- 佐野川温泉
- 下部温泉
- 信玄の湯 湯村温泉
- 湯沢温泉
- 正徳寺温泉
- 積翠寺温泉
- 鼓川温泉
- 奈良田温泉
- 南部アルカディア温泉
- 西山温泉
- はやぶさ温泉
- 富士河口湖温泉郷
- 真木温泉
- 増富ラジウム温泉
- 三富温泉
- 藪の湯温泉
- 山中湖温泉
- 三条の湯
- 葭之池温泉
- 御座石鉱泉
- 嵯峨塩鉱泉
- 芦安温泉
- 船山温泉
- 奥山温泉
- 韮崎旭温泉
- 田野温泉
- 雨畑湖温泉
- 穴山温泉
- 富士山温泉
- 十枚荘温泉
- 光源の里温泉
- 須玉温泉

## 長野県

### 北信地方

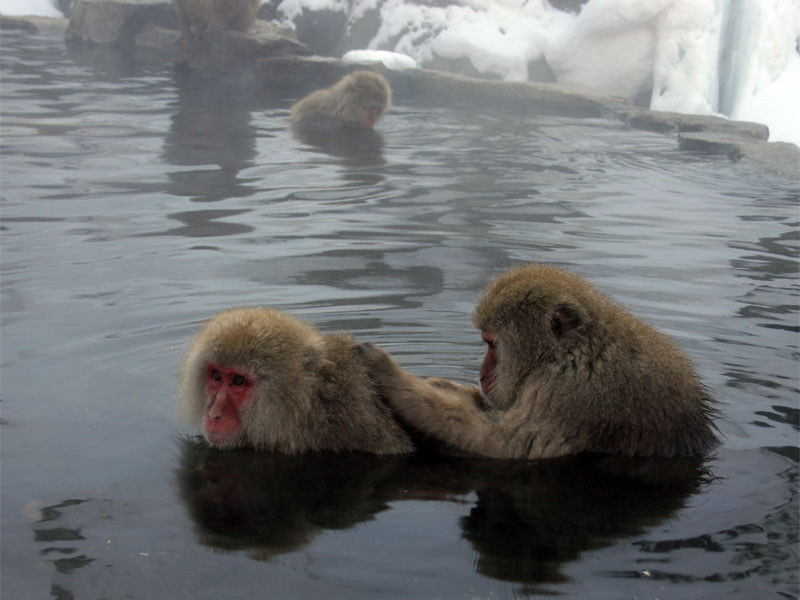
地獄谷温泉 (長野県)

- 中条温泉
- 北野天満温泉
- 上野原温泉
- 和山温泉
- 切明温泉
- 小赤沢温泉
- 屋敷温泉
- いいやま湯滝温泉
- 野沢温泉
- 戸狩温泉
- 戸隠神告げ温泉
- 瑞穂温泉
- 鬼島温泉
- 池ノ平温泉
- よませ温泉
- 竜王温泉
- 長嶺温泉
- 松代温泉（加賀井温泉）
- 山の神温泉
- 裾花峡温泉
- 信州高山温泉郷
  - 五色温泉
  - 山田温泉
  - 七味温泉
  - 蕨温泉
  - 奥山田温泉
  - 松川渓谷温泉
  - 子安温泉
- 馬曲温泉
- 戸倉上山田温泉
- 高天ヶ原温泉
- 北志賀温泉
- 木戸池温泉
- 熊の湯温泉
- 志賀山温泉
- 硯川温泉
- 発哺温泉
- 幕岩温泉
- 丸池温泉
- 湯田中渋温泉郷
  - 安代温泉
  - 角間温泉
  - 上林温泉
  - 沓野温泉
  - 地獄谷温泉
  - 渋温泉
  - 新湯田中温泉
  - 星川温泉
  - 穂波温泉
  - 湯田中温泉
- 湯俣温泉

### 中信地方
- 浅間温泉
- 美ヶ原温泉
- 上高地温泉
- のりくら温泉郷
  - 乗鞍高原温泉
- 白骨温泉
- 崖の湯温泉
- 沢渡温泉[注 1]
- 中の湯温泉
- 坂巻温泉
- 赤怒田温泉
- 白馬八方温泉
- 白馬鑓温泉
- 葛温泉
- 小谷温泉
- 奉納温泉
- 豊科温泉
- 中房温泉
- 穂高温泉
- 馬羅尾天狗岩温泉
- 大町温泉郷
- 扉温泉
- 姫川温泉

### 東信地方
- 鹿教湯温泉
- 霊泉寺温泉
- 大塩温泉
- 別所温泉
- 田沢温泉
- 沓掛温泉
- 本沢温泉
- 松原湖温泉
- 佐久海ノ口温泉
- 星野温泉
- 中棚温泉
- 布引温泉
- 布下温泉
- 高峰温泉
- 初谷温泉
- 角間温泉
- 春日温泉
- 布施温泉
- 旭湯温泉
- あさしな温泉
- 菱野温泉
- 稲子湯温泉

### 南信地方

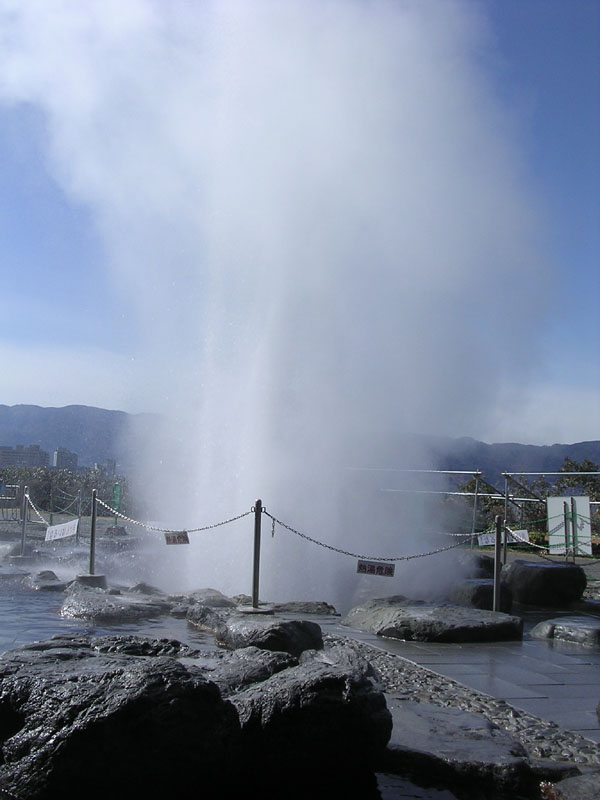
間欠泉

- 上諏訪温泉
- 下諏訪温泉
- 毒沢温泉
- 蓼科温泉郷
  - 滝の湯温泉
  - 蓼科三室温泉
  - 芹ケ沢温泉
  - 湯川温泉
  - 米沢温泉
- 尖石温泉
- 河原温泉
- 奥蓼科温泉郷
  - 渋御殿湯温泉
  - 横谷温泉
  - 明治温泉
- 早太郎温泉
- 昼神温泉
- 天竜峡温泉
- 池の平温泉
- 小渋温泉
- 鹿塩温泉
- 唐沢鉱泉
- 赤岳鉱泉
- 信州まつかわ温泉

## 岐阜県

### 飛騨地方

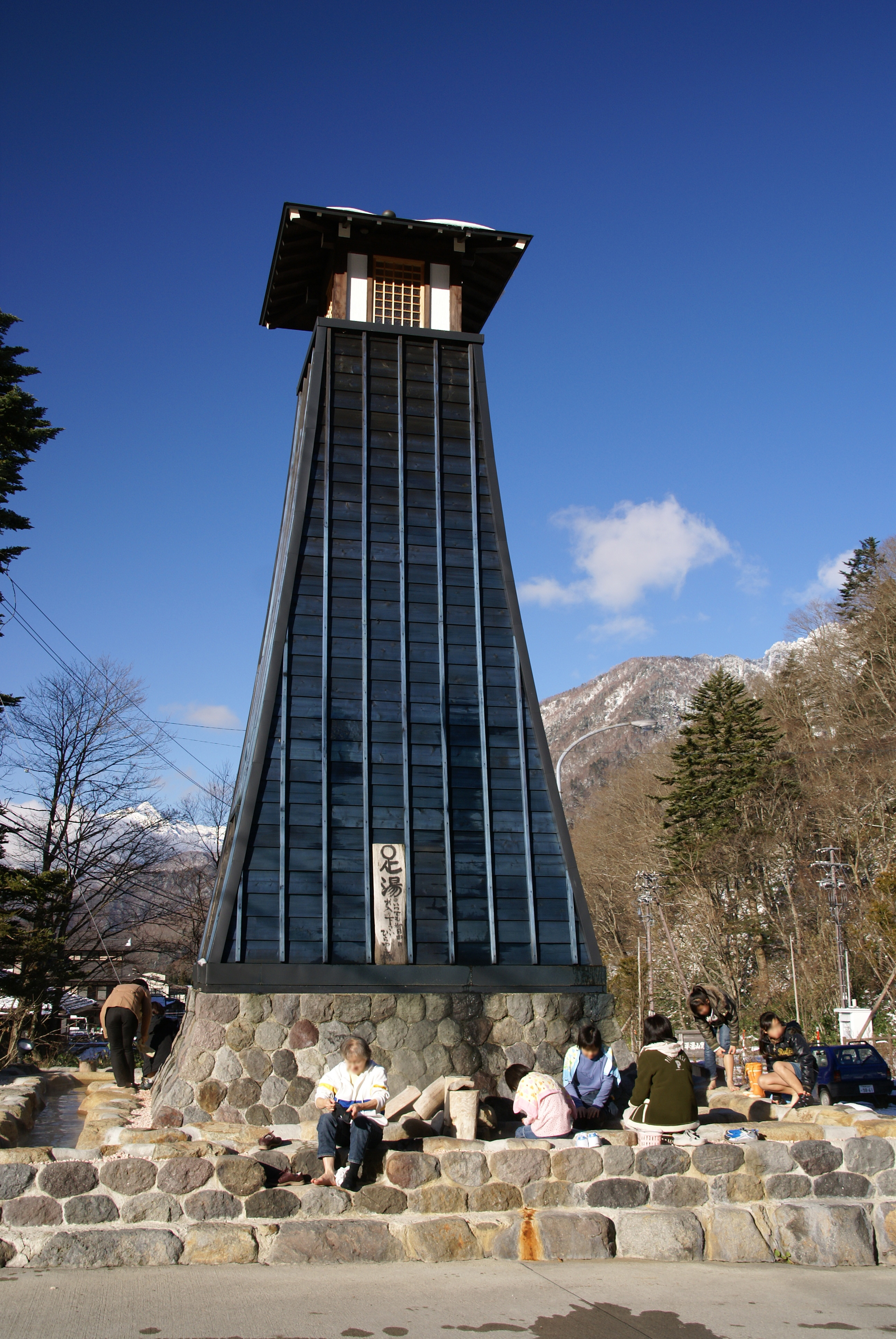
平湯温泉

- 下呂温泉
- 小坂温泉
  - 濁河温泉
  - 湯屋温泉
  - 下島温泉
- 奥飛騨温泉郷
  - 平湯温泉
  - 福地温泉
  - 新平湯温泉
  - 栃尾温泉
  - 新穂高温泉
- 秋神温泉
- 白川郷平瀬温泉
- 大白川温泉
- 白川郷温泉
- 割石温泉
- 流葉温泉
- 飛騨古川桃源郷温泉
- 馬狩・地球の聲温泉
- 宇津江四十八滝温泉
- 飛騨にゅうかわ温泉
- 飛騨高山温泉
- 胡桃島温泉
- 飛騨荘川温泉
- 飛騨川温泉
- 飛騨金山温泉
- 宮川温泉
- 塩沢温泉
- 南飛騨馬瀬川温泉

### 岐阜地方
- 長良川温泉
- 三田洞神仏温泉
- うすずみ温泉
- 羽島温泉

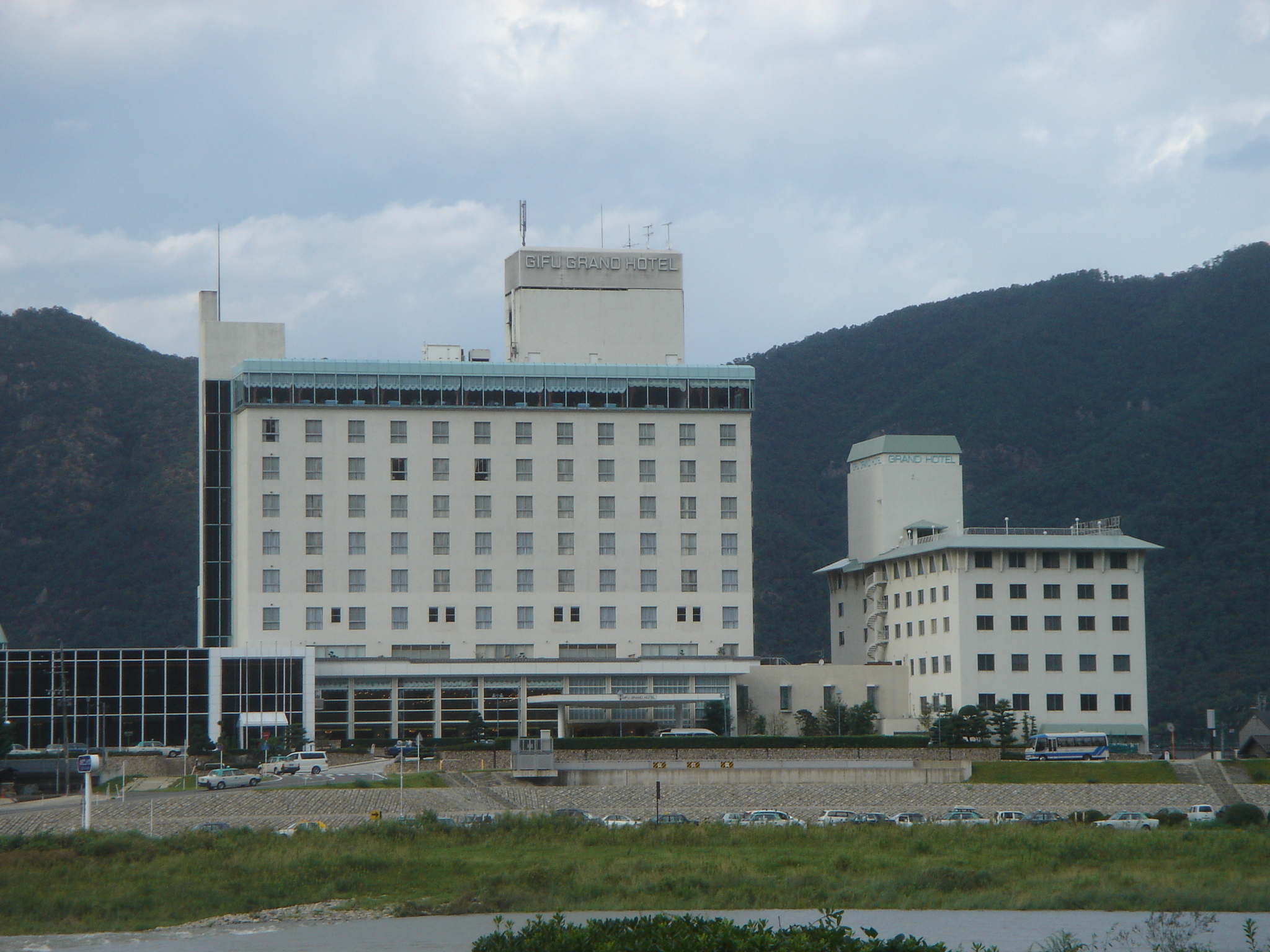
長良川温泉

### 西濃地方

南濃温泉

- いび川温泉
- 久瀬温泉
- 安八温泉
- 池田温泉
- 南濃温泉
- 海津温泉
- 養老温泉
- 大垣温泉
- 谷汲温泉
- 湯華の郷

### 中濃地方
- 湯の洞温泉
- 牧歌の里温泉
- 明宝温泉
- 母袋温泉
- 郡上温泉
- 日本まん真ん中温泉
- 神明温泉
- 板取川温泉
- 武芸川温泉
- 白川温泉
- 新白川温泉
- 三峰温泉
- やまと温泉

### 東濃地方
- 渡合温泉
- ローソク温泉
- 付知峡倉屋温泉
- 岩寿温泉
- 東山温泉
- 中津川温泉
- 恵那峡温泉
- 恵那ラジウム温泉
- 鹿之湯温泉
- 花白温泉
- 串原温泉
- 白狐温泉
- 釜戸温泉
- 稲荷温泉
- 曽木温泉
- 山神温泉
- 柿野温泉
- 鬼岩温泉

## 静岡県

### 東伊豆地方

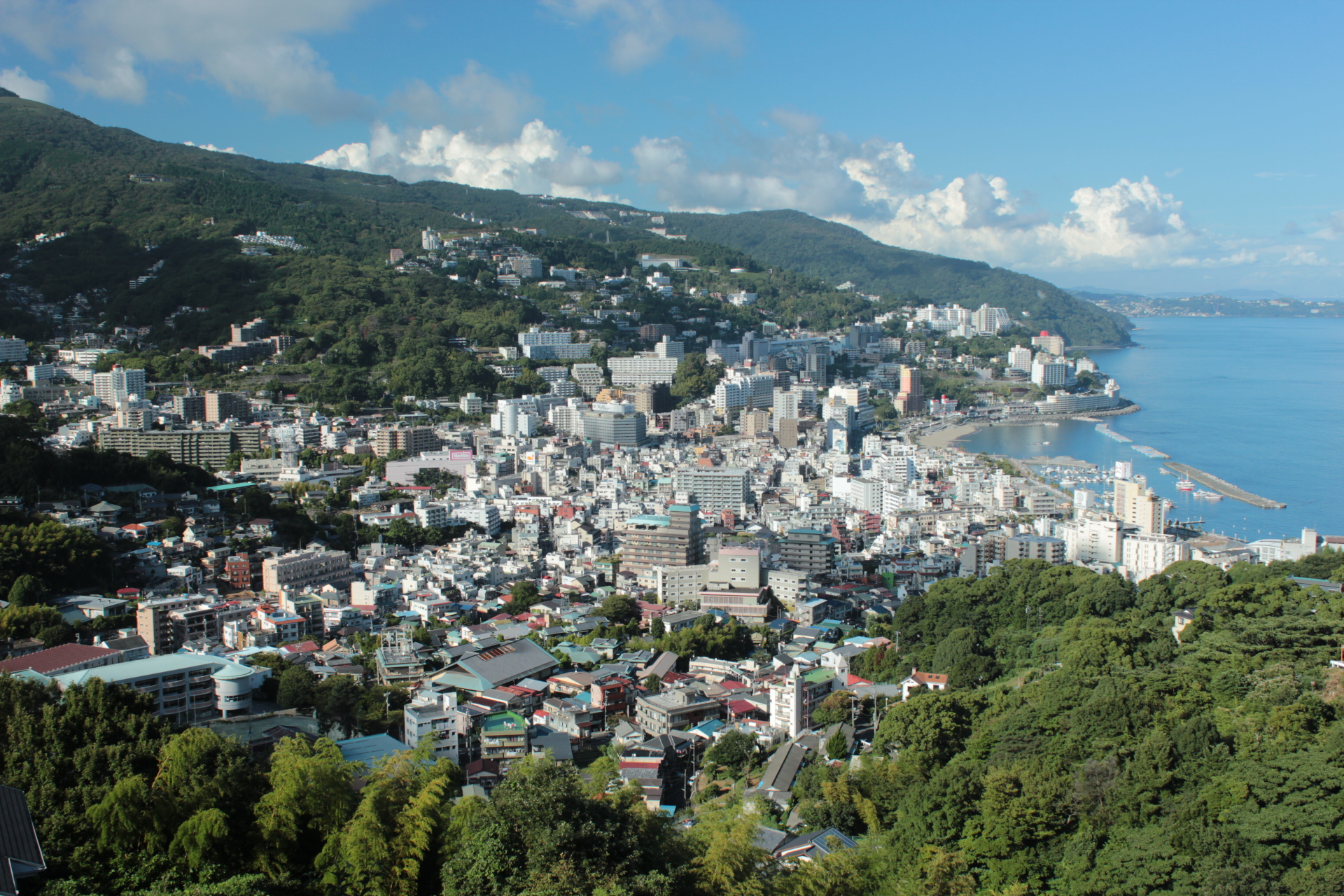
熱海温泉

- 伊豆湯河原温泉
- 熱海温泉
  - 網代温泉
  - 伊豆山温泉
  - 伊豆多賀温泉
- 伊東温泉
  - 宇佐美温泉
  - 伊豆高原温泉
- 赤沢温泉
- 大川温泉
- 北川温泉
- 熱川温泉
- 片瀬温泉
- 白田温泉
- 稲取温泉

### 南伊豆地方
- 下田温泉
  - 蓮台寺温泉
- 湯ヶ野温泉
- 下賀茂温泉
- 河津温泉郷
  - 河津七滝温泉
  - 峰温泉
  - 今井浜温泉
- 弓ヶ浜温泉

### 中伊豆地方
- 伊豆長岡温泉
  - 長岡温泉
  - 古奈温泉
- 修善寺温泉
- 天城湯ヶ島温泉郷
  - 湯ヶ島温泉
  - 船原温泉
  - 吉奈温泉
  - 嵯峨沢温泉
  - 青羽根温泉
- 畑毛温泉郷
  - 畑毛温泉
  - 奈古谷温泉
  - 函南温泉
- 大仁温泉
- 韮山温泉
- 中伊豆温泉郷
  - 白岩温泉
  - 冷川温泉

### 西伊豆地方
- 土肥温泉
  - 小土肥温泉
  - 八木沢温泉
- 堂ヶ島温泉郷
  - 堂ヶ島温泉
  - 田子温泉
  - 宇久須温泉
- 松崎温泉郷
  - 松崎温泉
  - 雲見温泉
  - 岩地温泉
  - 石部温泉
  - 大沢温泉
- 戸田温泉

### 伊豆半島以外の地方

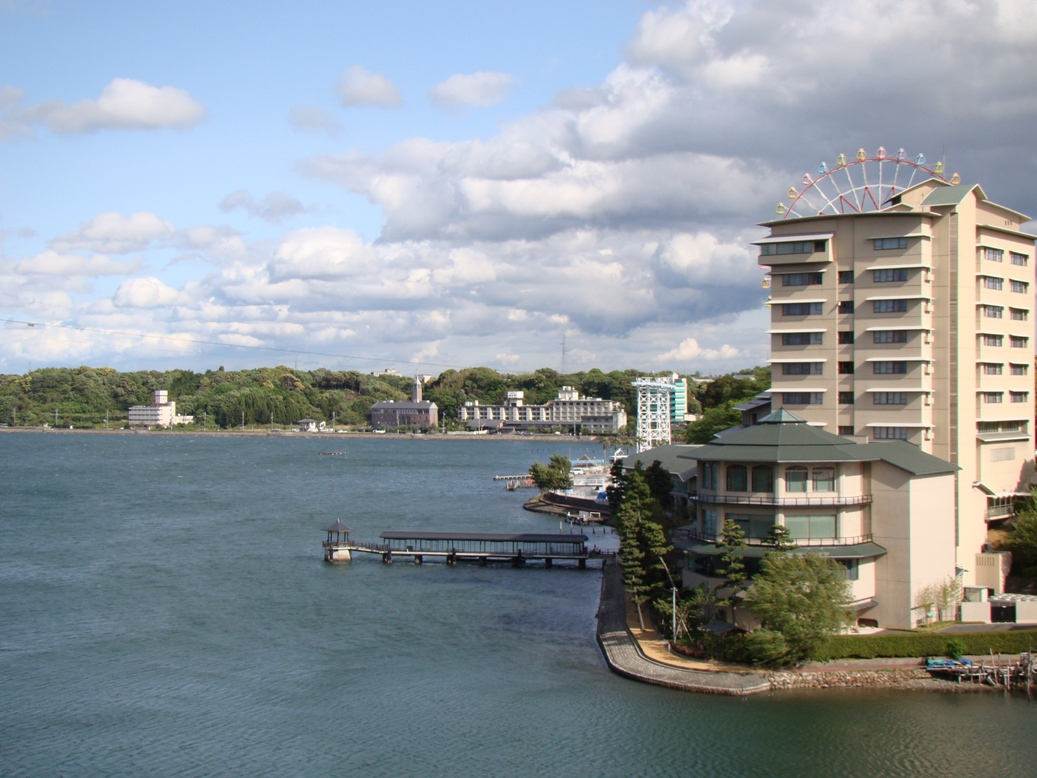
舘山寺温泉

- 時之栖温泉
- 寸又峡温泉
- 舘山寺温泉
- 梅ヶ島温泉郷
  - 梅ヶ島温泉
  - 梅ヶ島新田温泉
  - 梅ヶ島コンヤ温泉
- 倉真温泉
- 弁天島温泉
- 法泉寺温泉
- さがら子生れ温泉
- 油山温泉
- 焼津温泉
- 接岨峡温泉
- 川根温泉
- 芝川温泉

## 愛知県

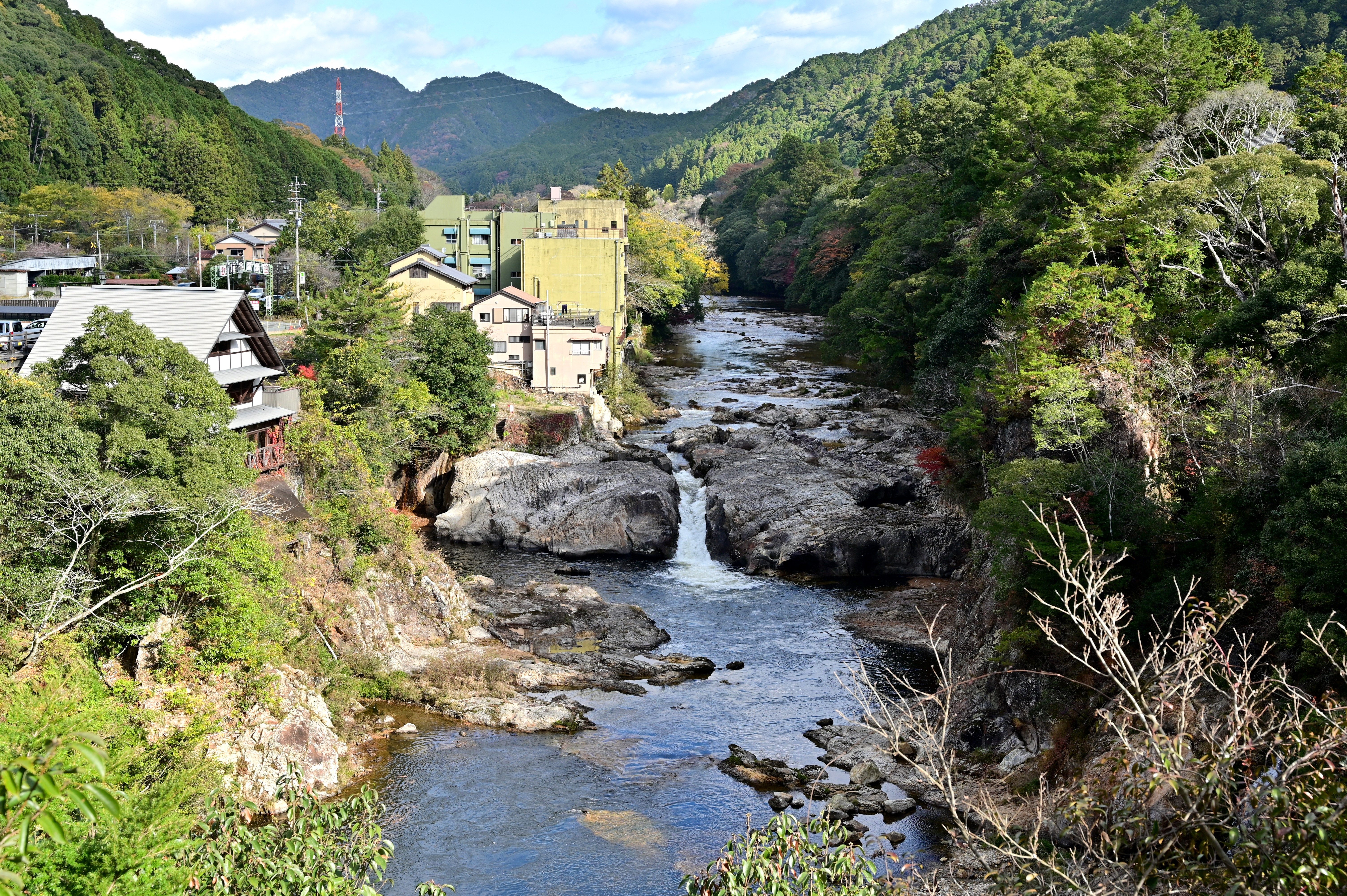
湯谷温泉

- 湯谷温泉
- 三谷温泉
- 西浦温泉
- 蒲郡温泉
- 飛島温泉
- 尾張温泉
- 添沢温泉
- 形原温泉
- 内津温泉
- 稲武夏焼温泉
- 吉良温泉
- 南知多温泉郷
- 笹戸温泉
- 小渡温泉
- 塩津温泉
- 犬山温泉

## 三重県

猪の倉温泉

- 木曽岬温泉
- 長島温泉
- 桑名温泉
- 多度温泉
- 湯の山温泉
- 榊原温泉
- 社宮司温泉
- 火の谷温泉
- 大山田温泉
- 鍋田川温泉
- きいながしま古里温泉
- 鈴鹿サーキット温泉
- 鈴鹿さつき温泉
- 湯ノ口温泉
- 有久寺温泉
- 猪の倉温泉
- 赤目温泉
- 奥香肌峡温泉
- 鳥羽温泉郷
  - 鳥羽温泉
  - 答志島温泉
  - 安楽島温泉
  - 鳥羽小浜温泉
  - 石鏡温泉
  - 本浦温泉
  - 伊勢志摩神代温泉
- 志摩温泉郷
  - 浜島温泉
  - 阿児温泉
  - 登茂山温泉
  - 奥志摩温泉
  - 磯部わたかの温泉
- 南勢桜山温泉
- 阿曽温泉

## 滋賀県

雄琴温泉

- 雄琴温泉（大津市）
- びわ湖温泉
- 須賀谷温泉
- 比良招福温泉
- 長浜太閤温泉
- 尾上温泉
- 宝船温泉
- マキノ白谷温泉

## 京都府

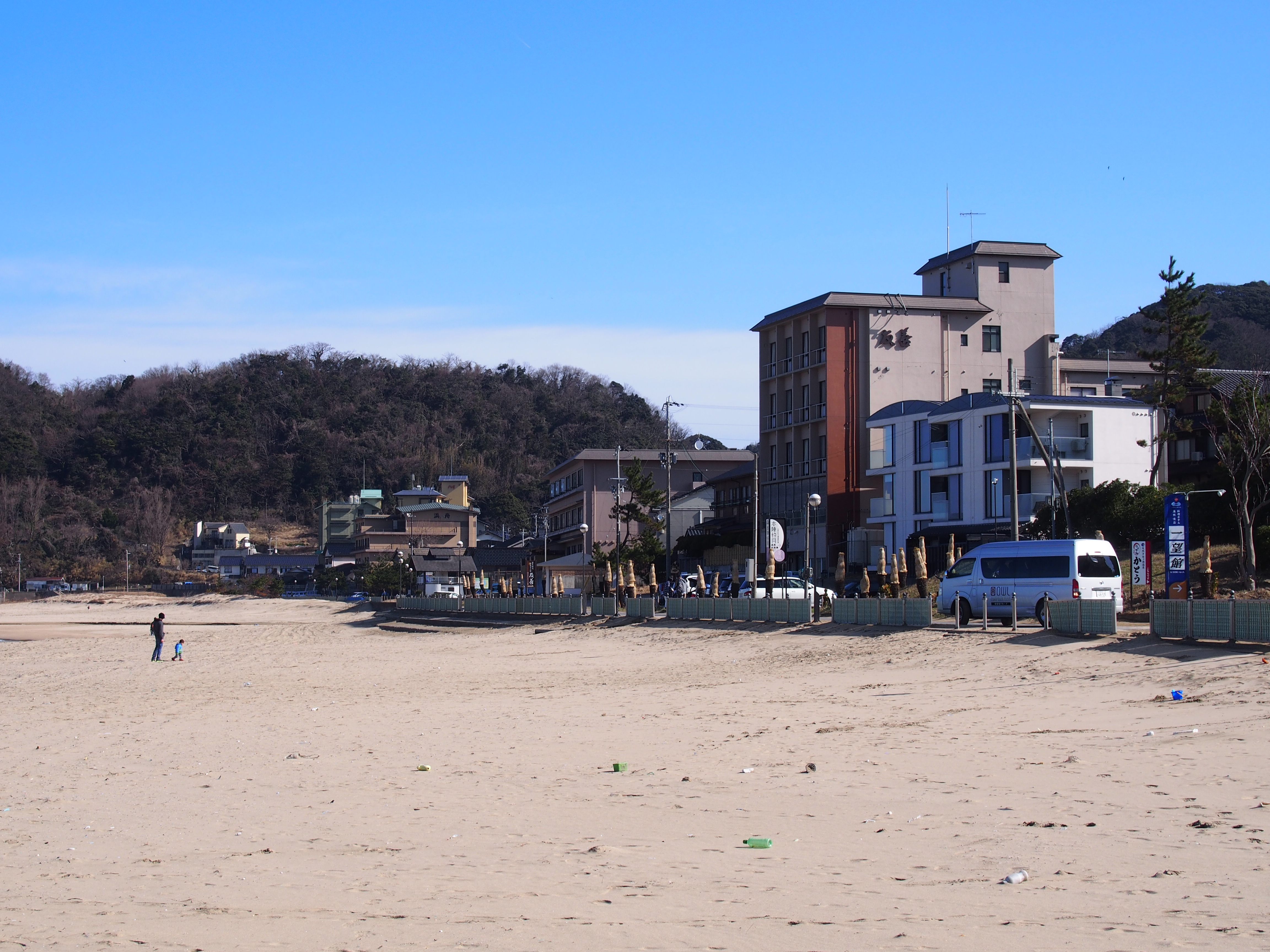
夕日ヶ浦温泉

- 嵐山温泉
- 岩滝温泉
- 木津温泉
- 久美の浜温泉
- 久美浜シーサイド温泉
- あやべ温泉
- 天橋立温泉
- 福知山温泉
- 夕日ヶ浦温泉
- 宇川温泉
- 湯の花温泉
- るり渓温泉
- 京都竹の郷温泉
- 大原温泉
- 神野温泉
- 奥伊根温泉
- 鳴き砂温泉
- 鞍馬温泉
- 笠置温泉

## 大阪府

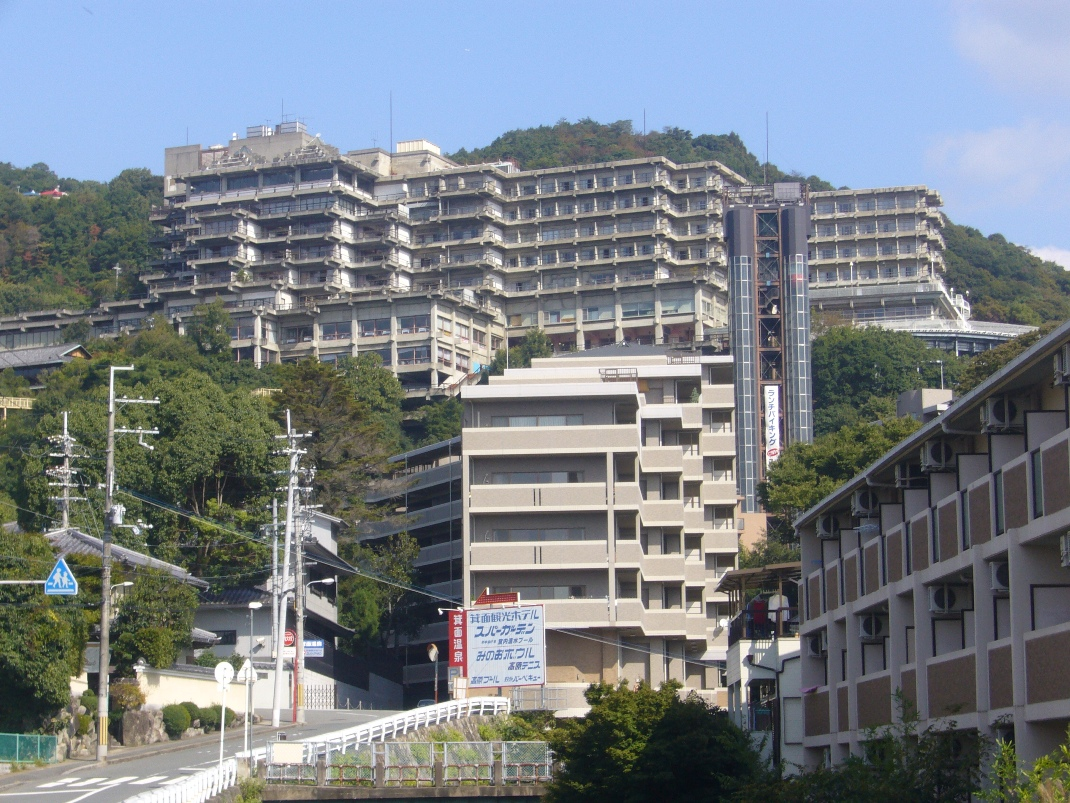
箕面温泉

- 箕面温泉
- 犬鳴山温泉
- 牛滝温泉
- 摂津峡温泉
- 高槻樫田温泉
- 長野温泉
- 天見温泉
- 奥水間温泉
- 汐の湯温泉
- 伏尾温泉
- 能勢温泉
- 石切温泉
- 山中渓温泉

## 兵庫県

### 北部
- 城崎温泉（豊岡市）
- 竹野温泉（豊岡市）
- 神鍋温泉（豊岡市）
- シルク温泉（豊岡市）
- 浜坂温泉郷（新温泉町）
  - 七釜温泉
  - 浜坂温泉
  - 二日市温泉
- 湯村温泉（新温泉町）
- おじろん（小代温泉）（香美町）
- 香住温泉郷（香美町）
  - 香住温泉
  - 矢田川温泉
  - 佐津温泉
  - 柴山温泉
  - 余部温泉
- 村岡温泉（香美町）
- ハチ北温泉（香美町）
- よふど温泉（朝来市）
- 黒川温泉（朝来市）

### 中部・南部

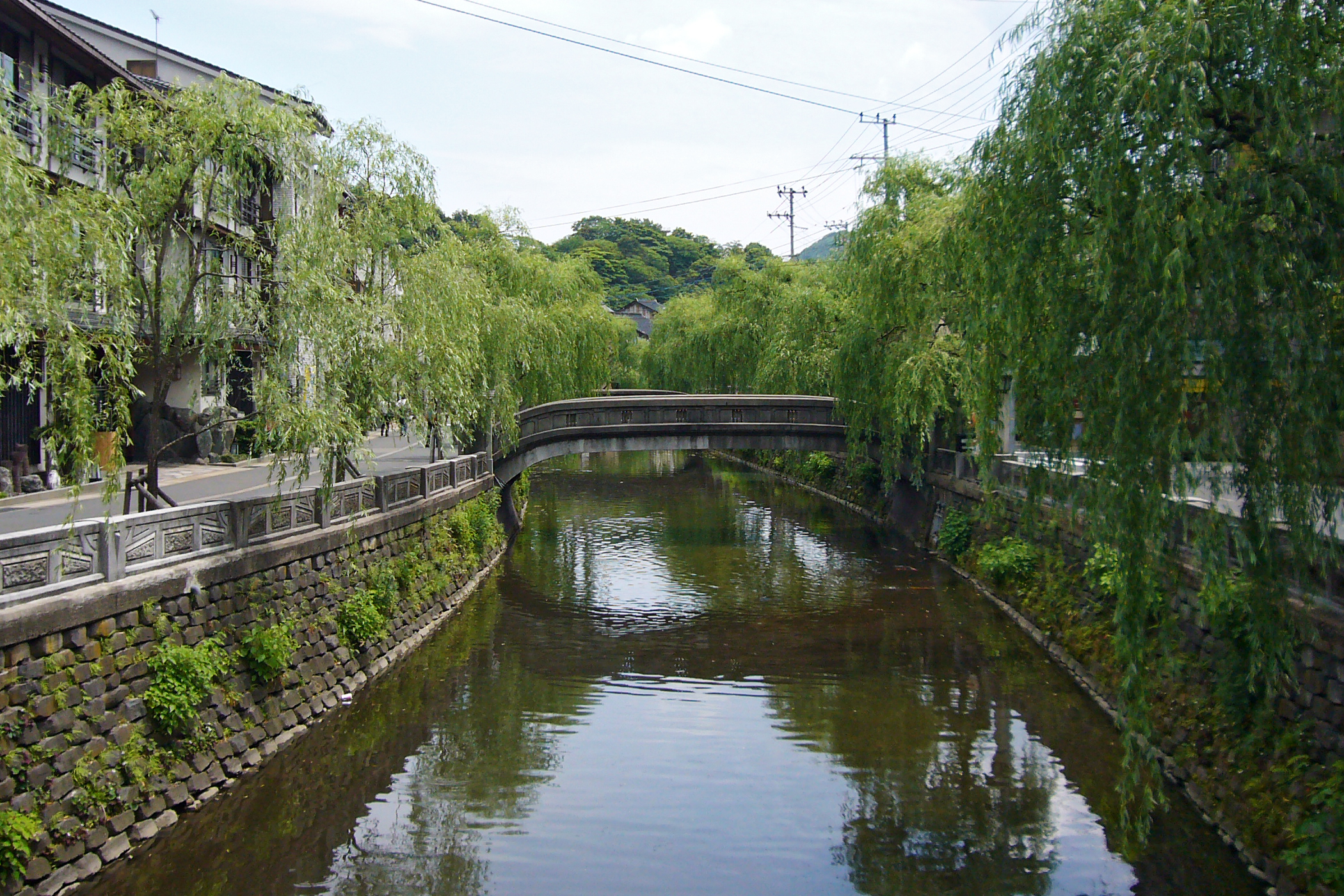
城崎温泉

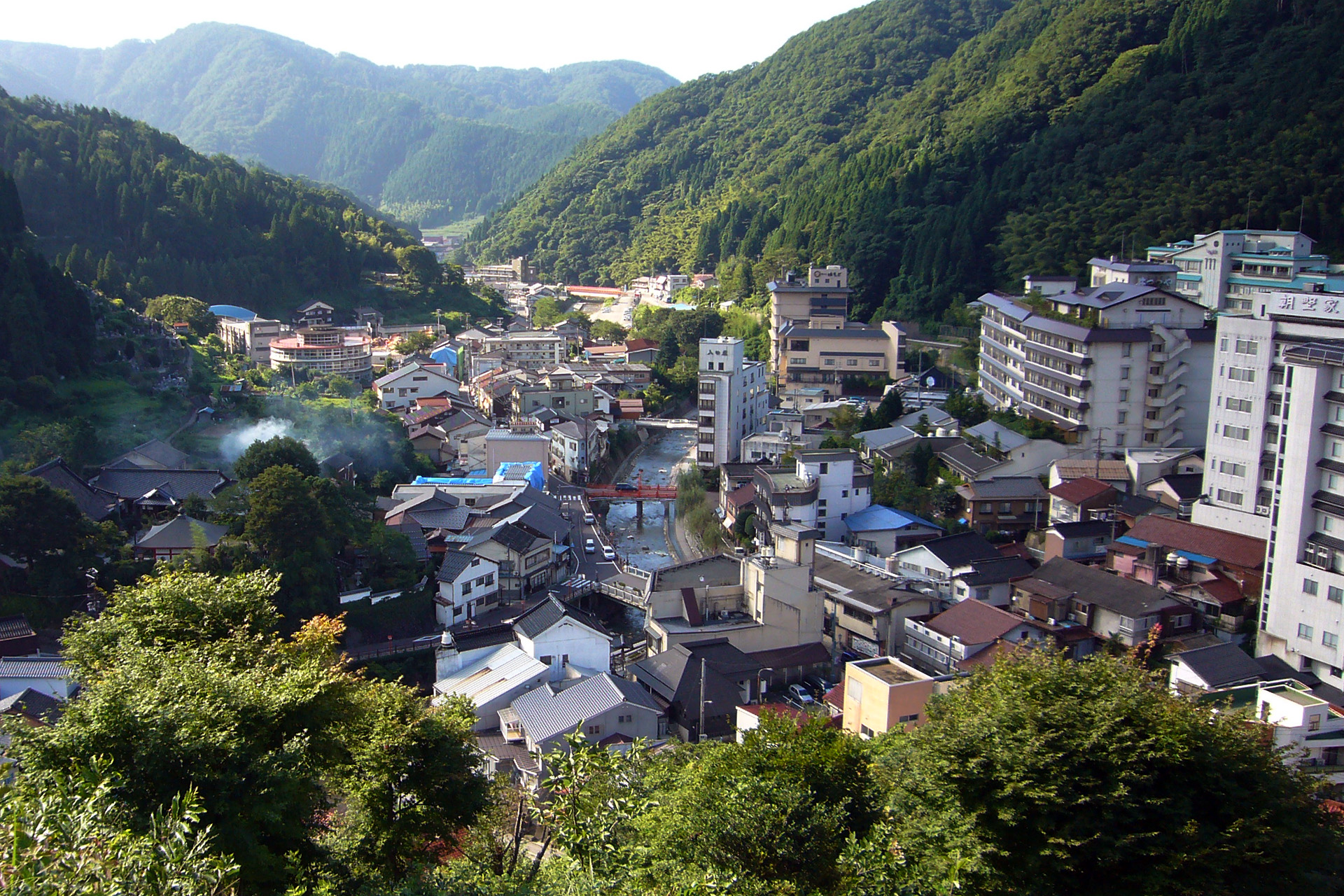
湯村温泉

有馬温泉

- 有馬温泉（神戸市）
- 太山寺温泉（神戸市）
- 湊山温泉（神戸市）
- 宝塚温泉（宝塚市）
- 武田尾温泉（宝塚市）
- 吉川温泉（三木市）
- 竹乃湯温泉（三木市）
- 赤穂御崎温泉（赤穂市）
- 塩田温泉（姫路市）
- 雪彦温泉（姫路市）
- 洲本温泉（洲本市）
- こんだ薬師温泉（丹波篠山市）
- 籠坊温泉（丹波篠山市）
- 白雲谷温泉（小野市）
- 鍬渓温泉（小野市）
- 加古川温泉（加古川市）
- 生谷温泉（宍粟市）
- 一宮温泉（宍粟市）
- 笠形温泉（市川町）
城崎温泉

## 奈良県

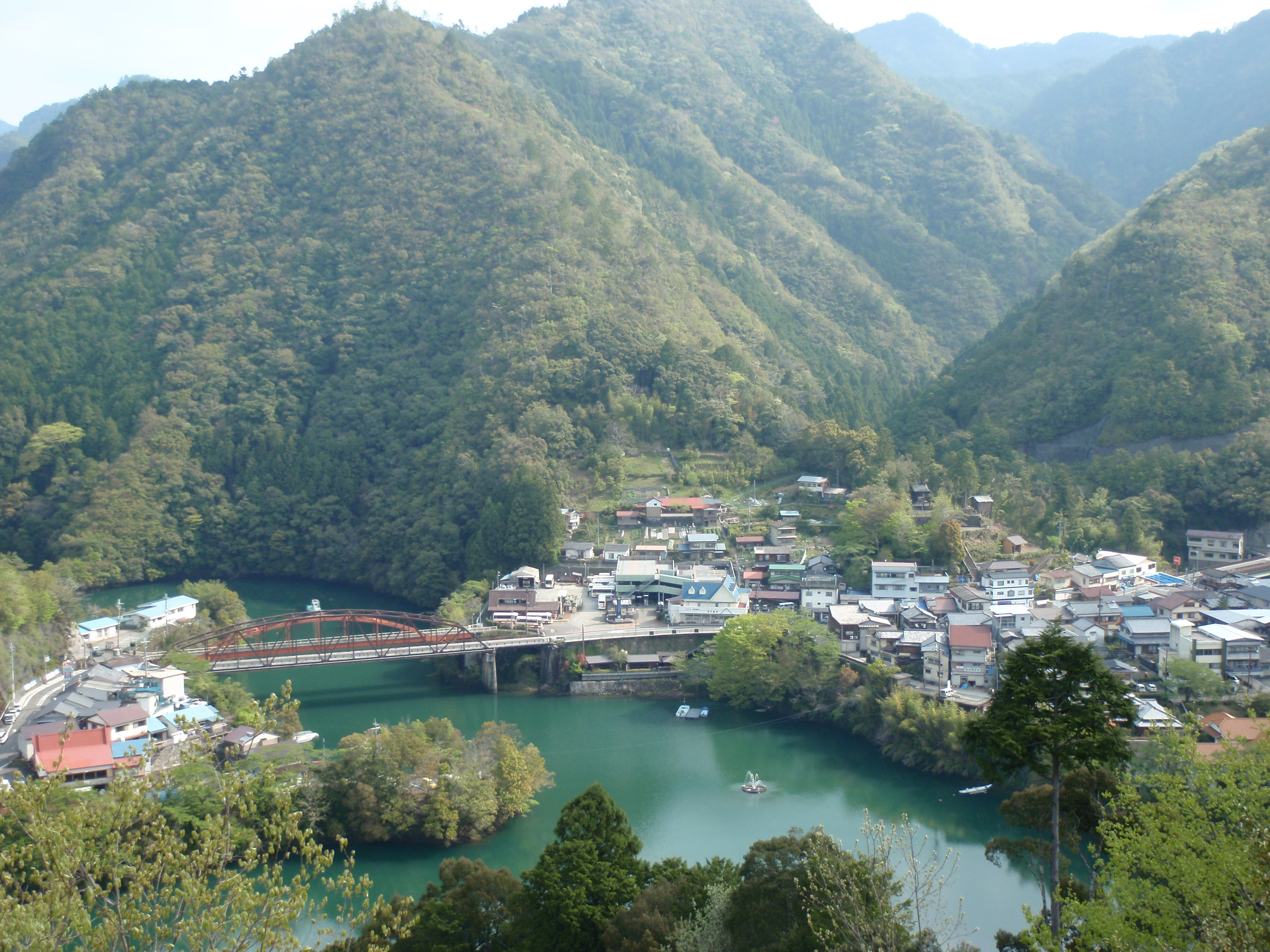
十津川温泉

- 十津川温泉郷
  - 湯泉地温泉
  - 十津川温泉
  - 上湯温泉
- 洞川温泉
- 天の川温泉
- 入之波温泉
- 小処温泉
- 上北山温泉
- 吉野温泉
- 西吉野温泉
- 東吉野温泉
  - やはた温泉
  - たかすみ温泉
- 信貴山温泉
- 奥香落温泉
- 長谷寺温泉
- 野迫川温泉
- 美榛温泉

## 和歌山県

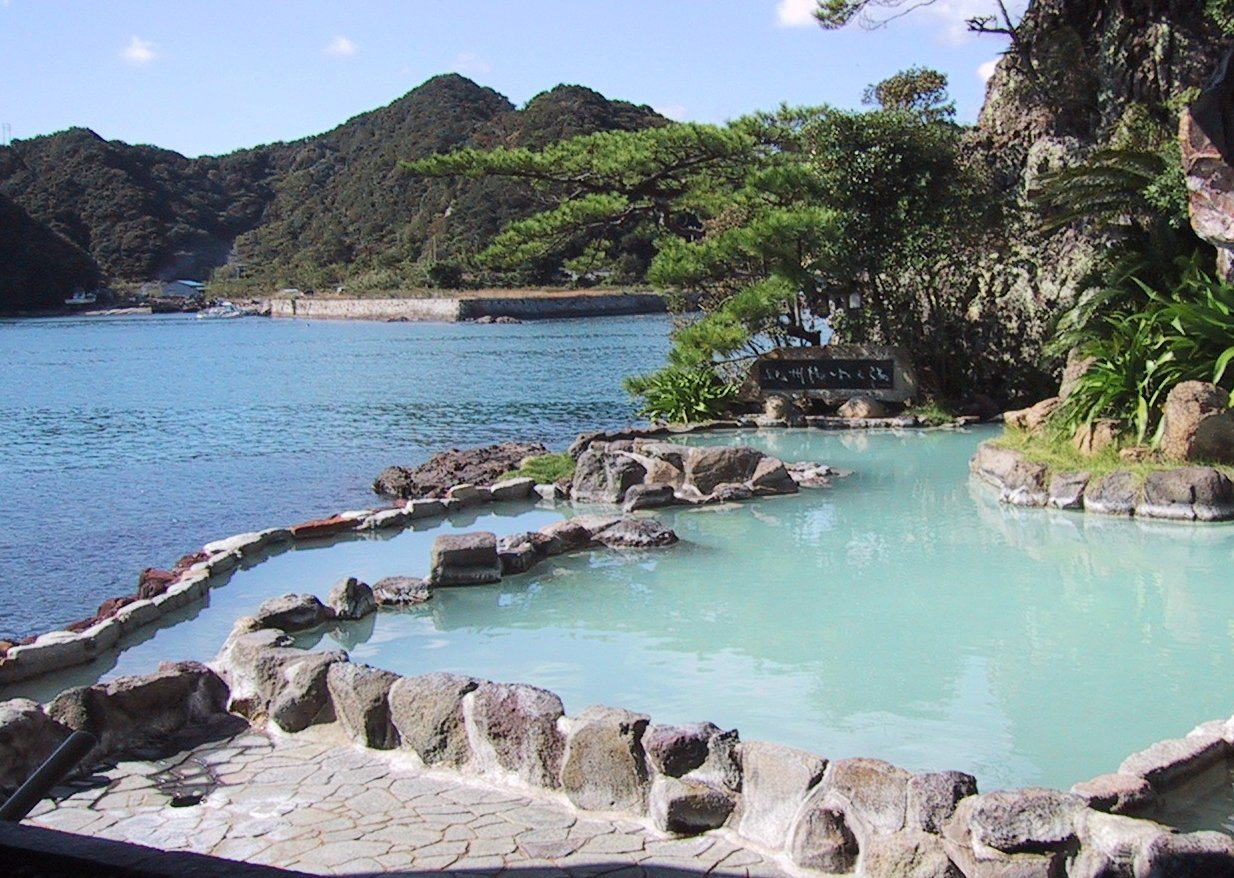
南紀勝浦温泉

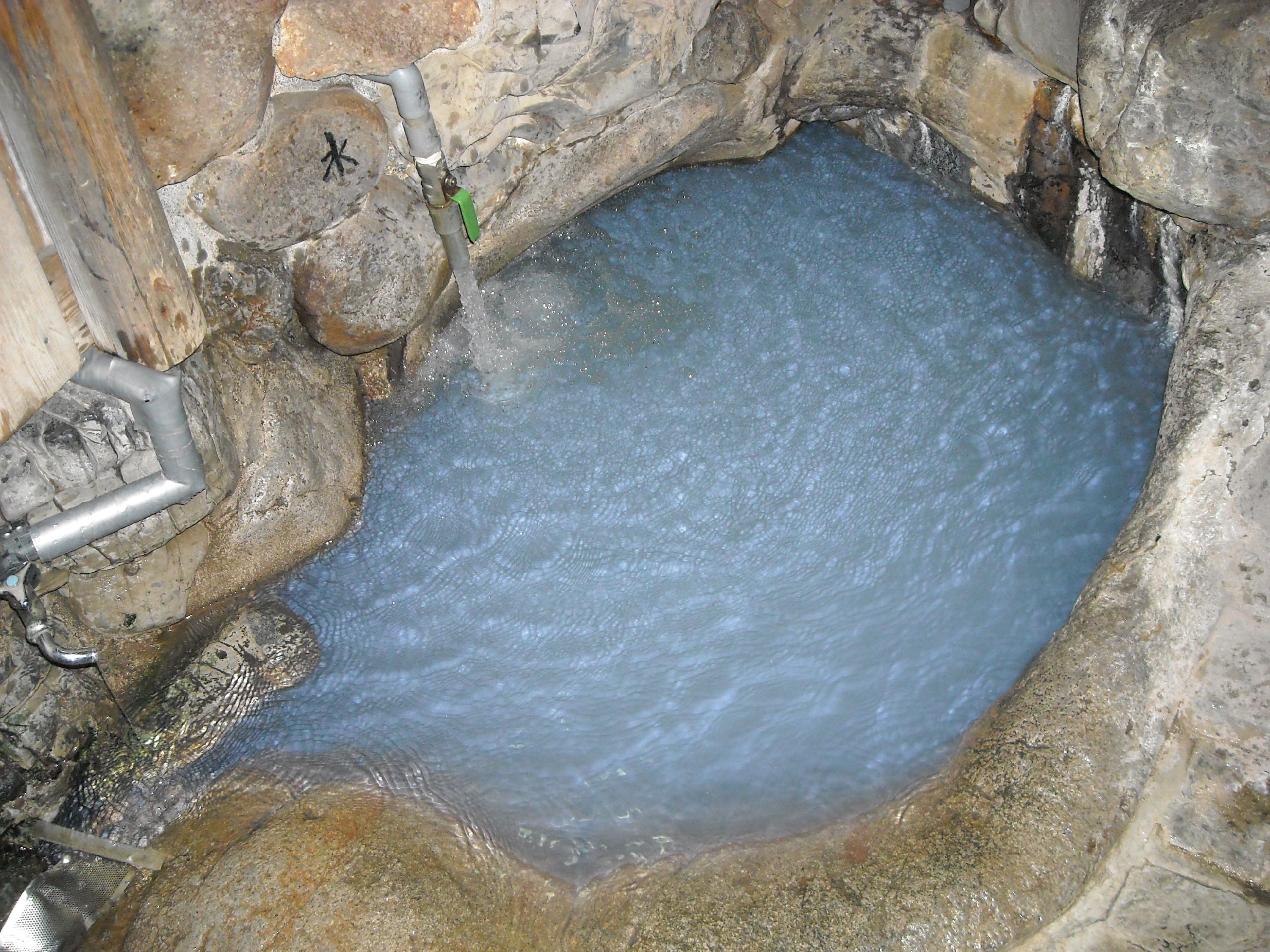
湯の峰温泉 つぼ湯湯殿

- 花山温泉
- 南紀白浜温泉、椿温泉
- 南紀勝浦温泉
- 湯川温泉
- 湯の花温泉
- 鶴の湯温泉（俗称・すさみ温泉）
- 龍神温泉（三大美人湯）
- 熊野本宮温泉郷
  - 湯の峰温泉
  - 川湯温泉
  - 渡瀬温泉
- 神通温泉
- 奥熊野温泉
- 上小野温泉
- 高野温泉
- 二川温泉
- 加太淡嶋温泉
- 夏山温泉
- 月野瀬温泉
- 紀州黒潮温泉
南紀勝浦温泉

## 鳥取県

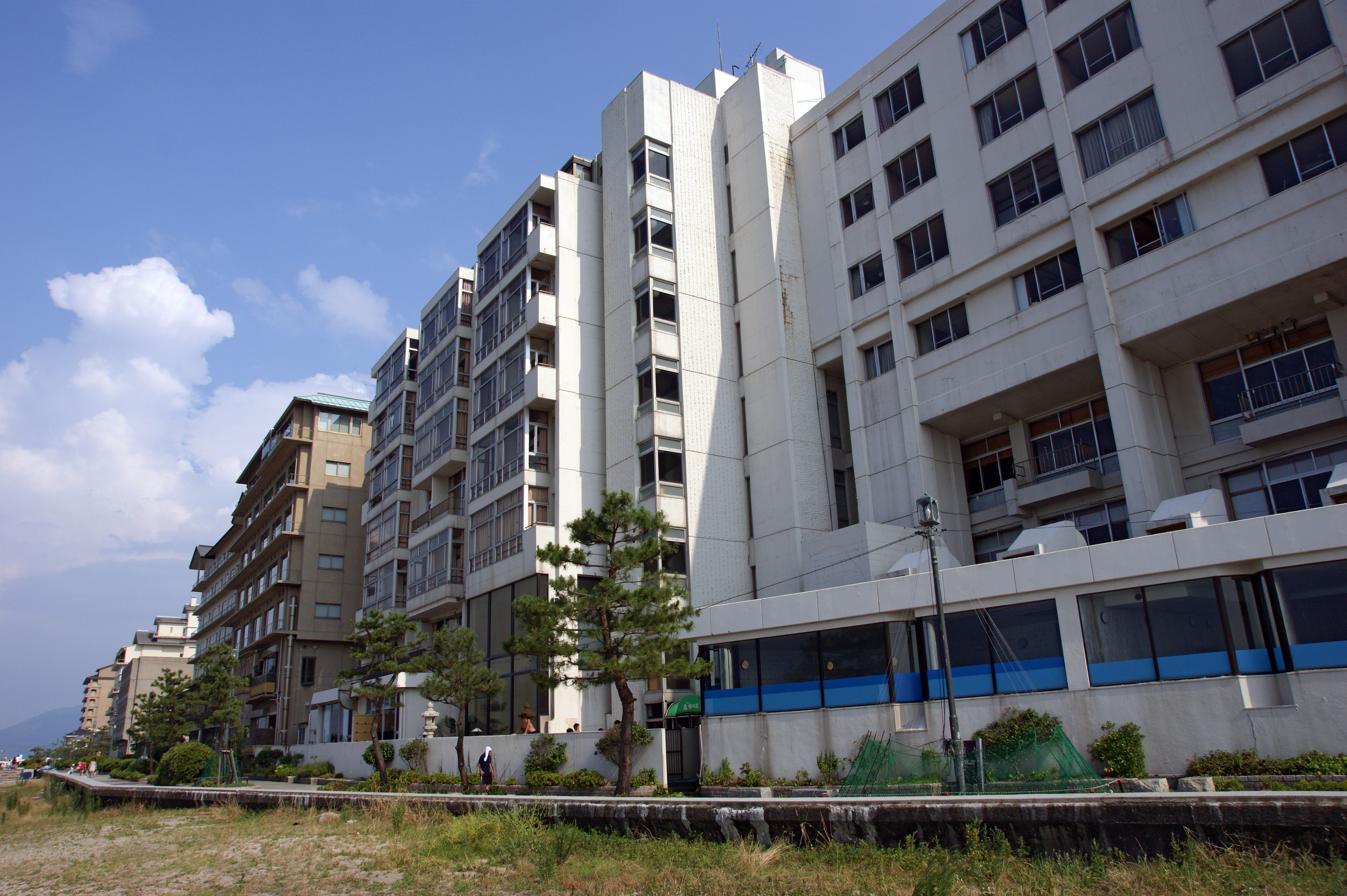
皆生温泉

三朝温泉

- 岩井温泉
- 鳥取温泉
- 浜村温泉
- 皆生温泉
- 鹿野温泉
- 吉岡温泉
- 大山温泉
- 関金温泉
- 東郷温泉
- はわい温泉
- 三朝温泉
- 淀江ゆめ温泉
- 岸本温泉
- 大山伽羅温泉
皆生温泉

## 島根県

### 出雲地方
- 玉造温泉（三名泉）
- 来待温泉
- 湯の川温泉（三大美人湯）
- 鷺ノ湯温泉
- 松江しんじ湖温泉
- 出雲湯村温泉
- 海潮温泉
- 比田温泉
- 斐乃上温泉
- 広瀬温泉

### 石見地方

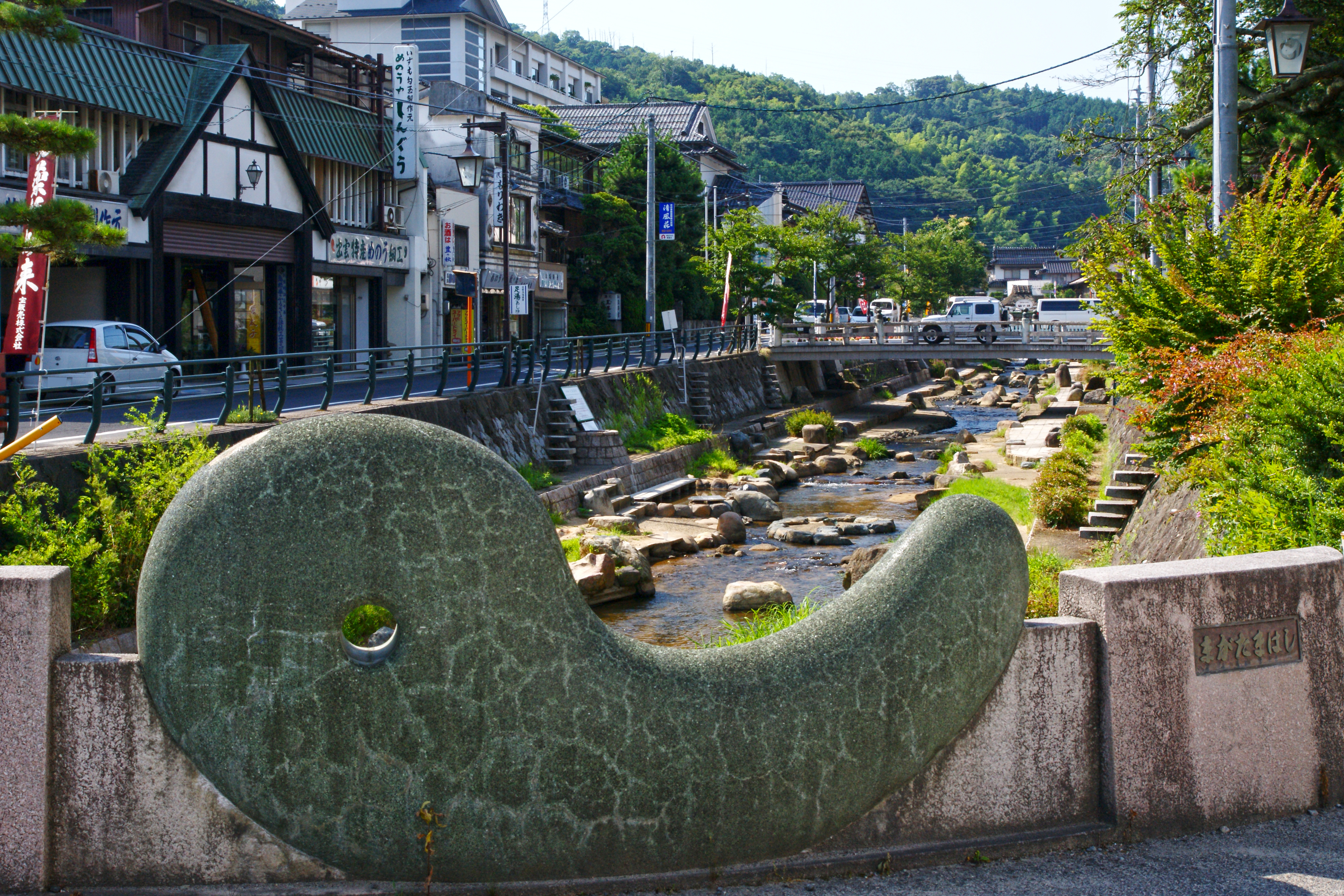
玉造温泉

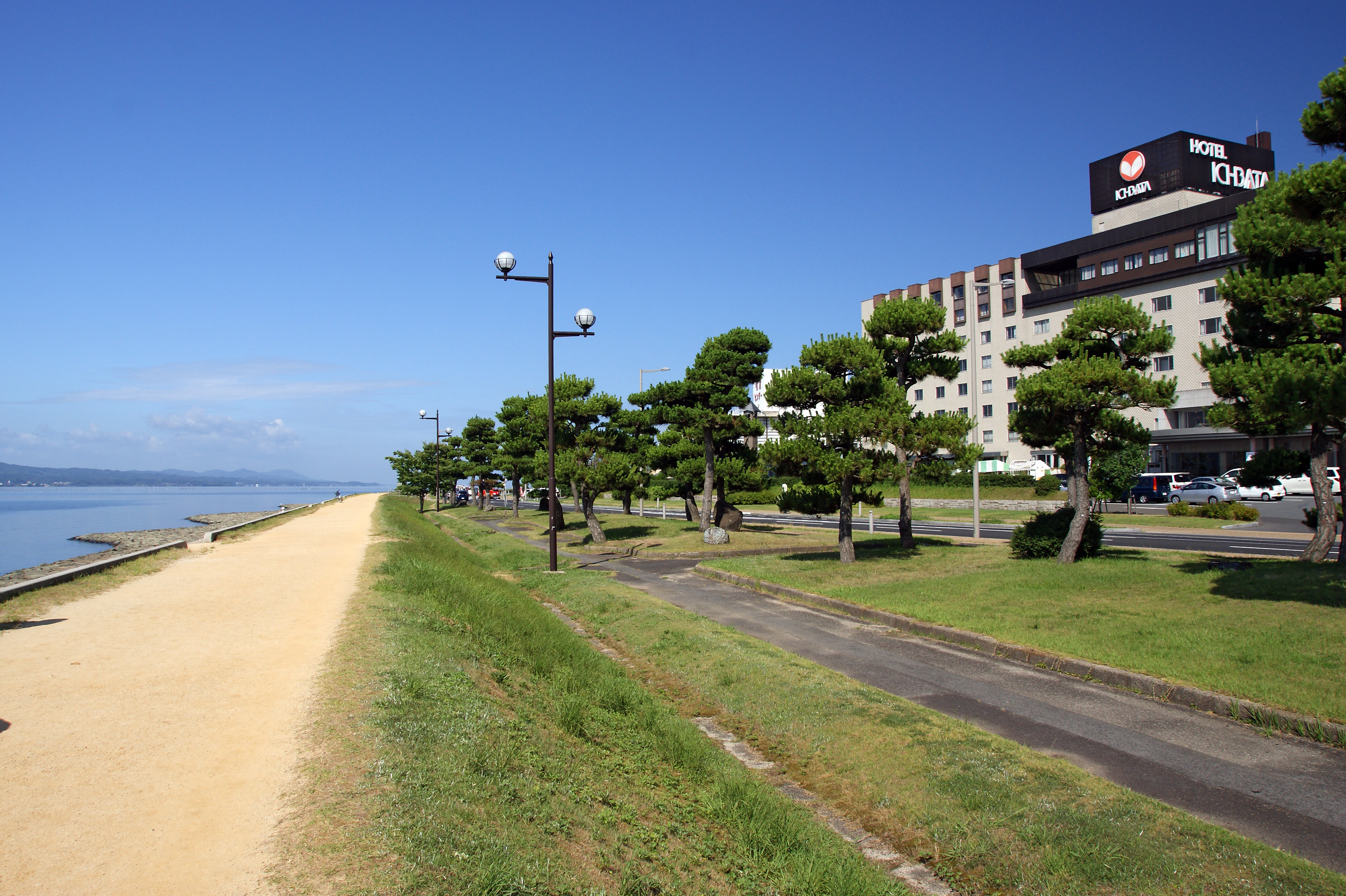
松江しんじ湖温泉

- 温泉津温泉
- 有福温泉
- 美又温泉
- 三瓶温泉
- 旭温泉
- 風の国温泉
- 湯谷温泉
- 千原温泉
- 大谷温泉
- 隠岐温泉
- 湯抱温泉
玉造温泉

## 岡山県

湯郷温泉

- あわくら温泉
- 奥津温泉
- 小森温泉
- 苫田温泉
- 八幡温泉郷
- 湯郷温泉
- 湯原温泉
- 湯の瀬温泉
- 湯迫温泉
- 吉備路温泉
- 和気鵜飼谷温泉
- 大芦高原温泉
- 作州武蔵温泉
- 倉敷由加温泉
- 鷲羽山吹上温泉

## 広島県

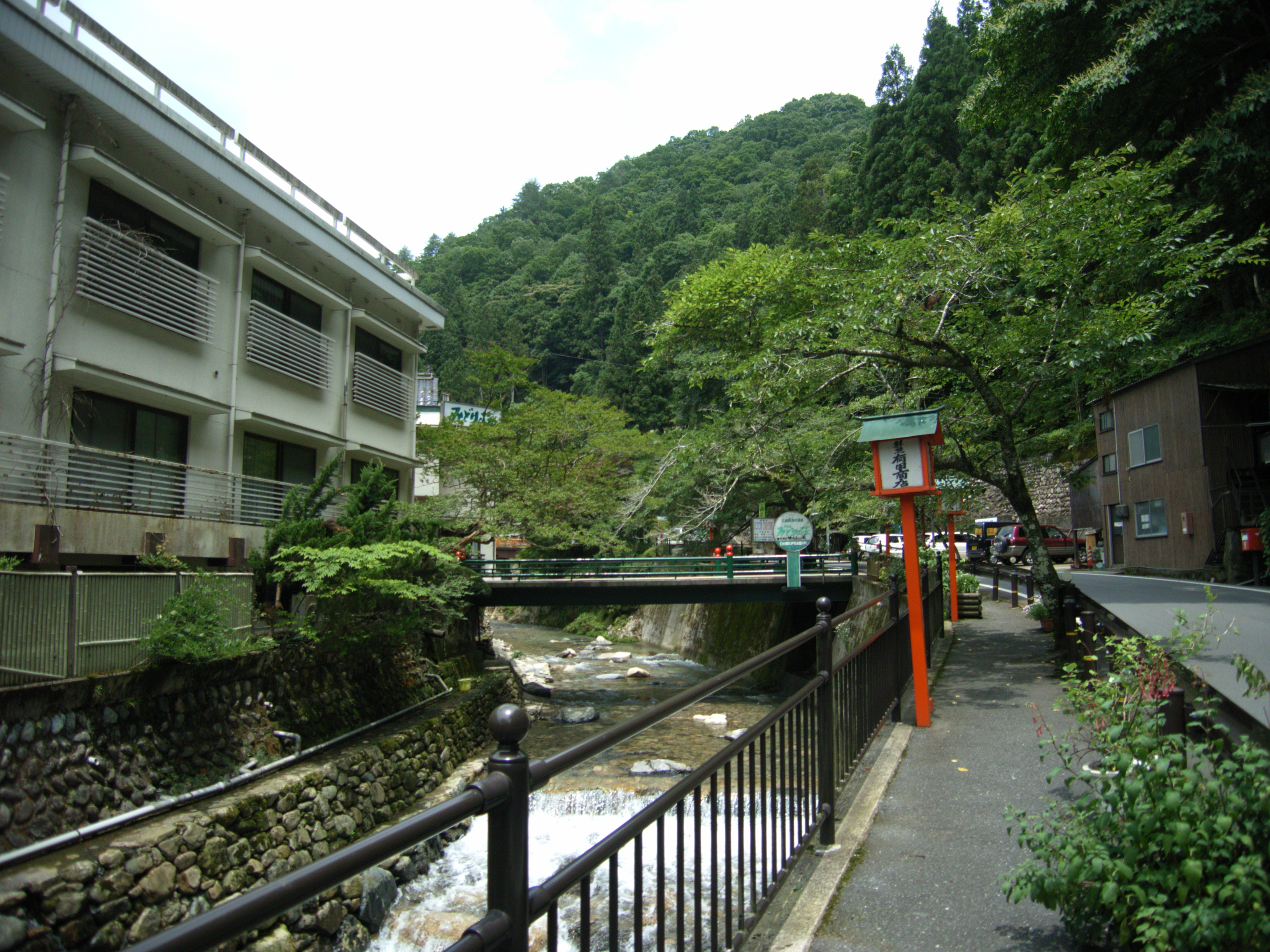
湯来温泉

- 湯来温泉
- 湯坂温泉郷
- 湯の山温泉
- 君田温泉
- 宮浜温泉
- 矢野温泉
- 鞆の浦温泉
- 三段峡温泉
- きのえ温泉
- 潮原温泉
- 養老温泉
- 女鹿平温泉

## 山口県

### 周防地方
- 鶴ヶ浜温泉
- 三丘温泉
- 湯野温泉
- 湯田温泉
- 鳴滝温泉
- 片倉温泉
- 阿知須温泉
- 雙津峡温泉
- 錦帯橋温泉
- 室積温泉

### 長門地方

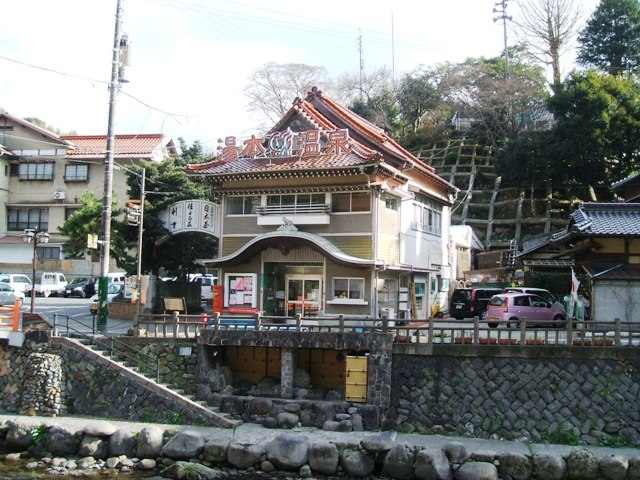
長門湯本温泉

- 一ノ俣温泉
- 湯谷温泉
- 川棚温泉
- 王司温泉
- 大河内温泉
- 菊川温泉
- 下関つくの温泉
- 津波敷温泉
- 西ノ市温泉
- 日乃出温泉
- 吉見温泉
- 吉田温泉
- 江汐湖温泉
- 王喜温泉・糸根温泉
- くすのき温泉
- 持世寺温泉
- 黄波戸温泉
- 湯免温泉
- 長門湯本温泉
- 俵山温泉
- 油谷湾温泉
- 阿武川温泉
- 萩本陣温泉
- 千春楽温泉
- 湯ノ口温泉
- 於福温泉
- 秋穂温泉
- 長門峡温泉
- 日野温泉

## 徳島県

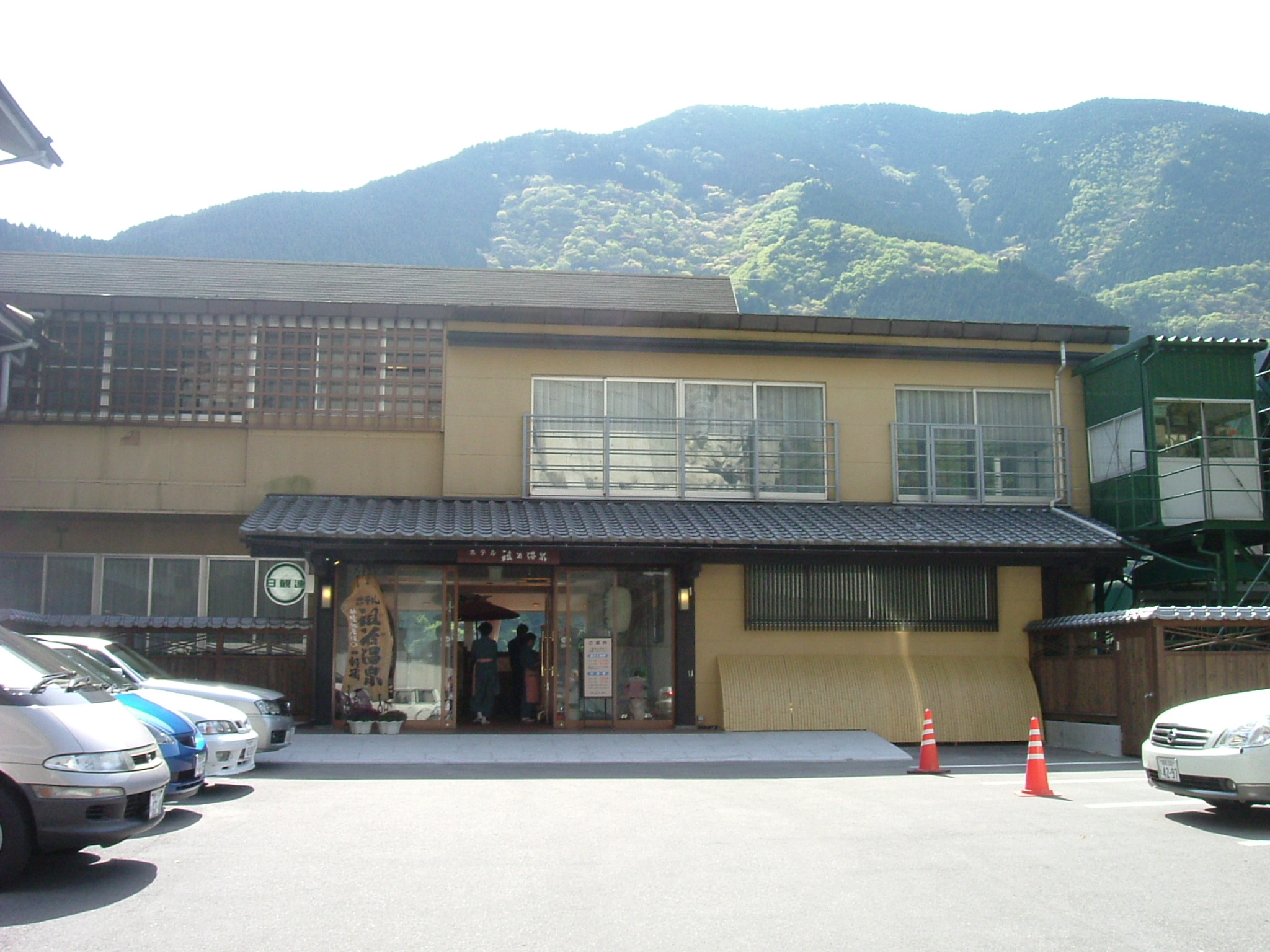
祖谷温泉

- 祖谷温泉
- 新祖谷温泉
- 大歩危温泉
- 紅葉温泉（もみじ川温泉）
- 鷲敷温泉
- 四季美谷温泉
- 宍喰温泉
- 船瀬温泉
- 神山温泉
- 八万温泉
- 月ヶ谷温泉
- 鳴門温泉

## 香川県

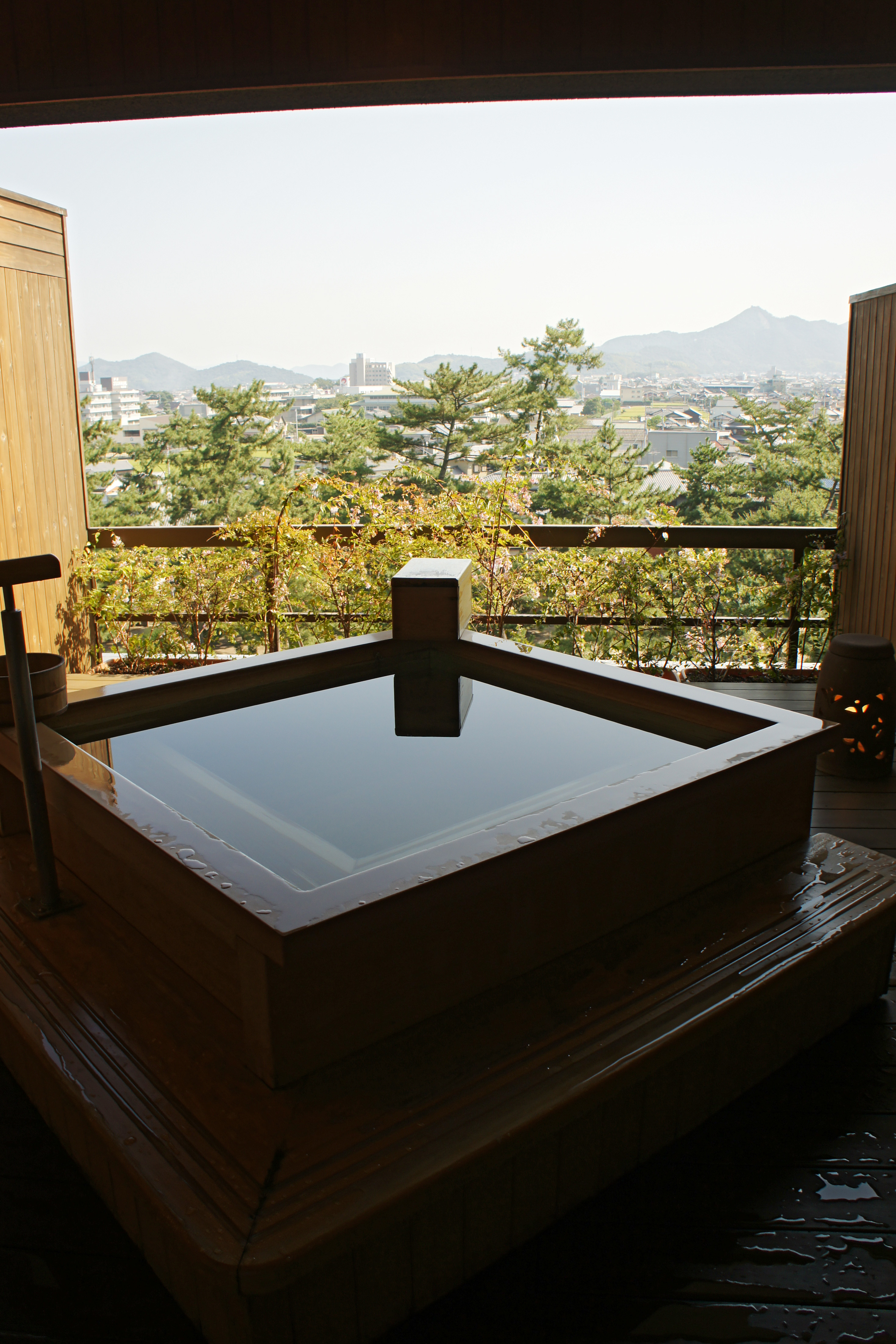
こんぴら温泉郷

- 塩江温泉
- 美霞洞温泉
- こんぴら温泉郷
- 小豆島温泉
- 四国高松温泉
- 庵治温泉
- 花樹海温泉
- 薬師湯温泉
- 美合温泉
- 白峰温泉

## 愛媛県

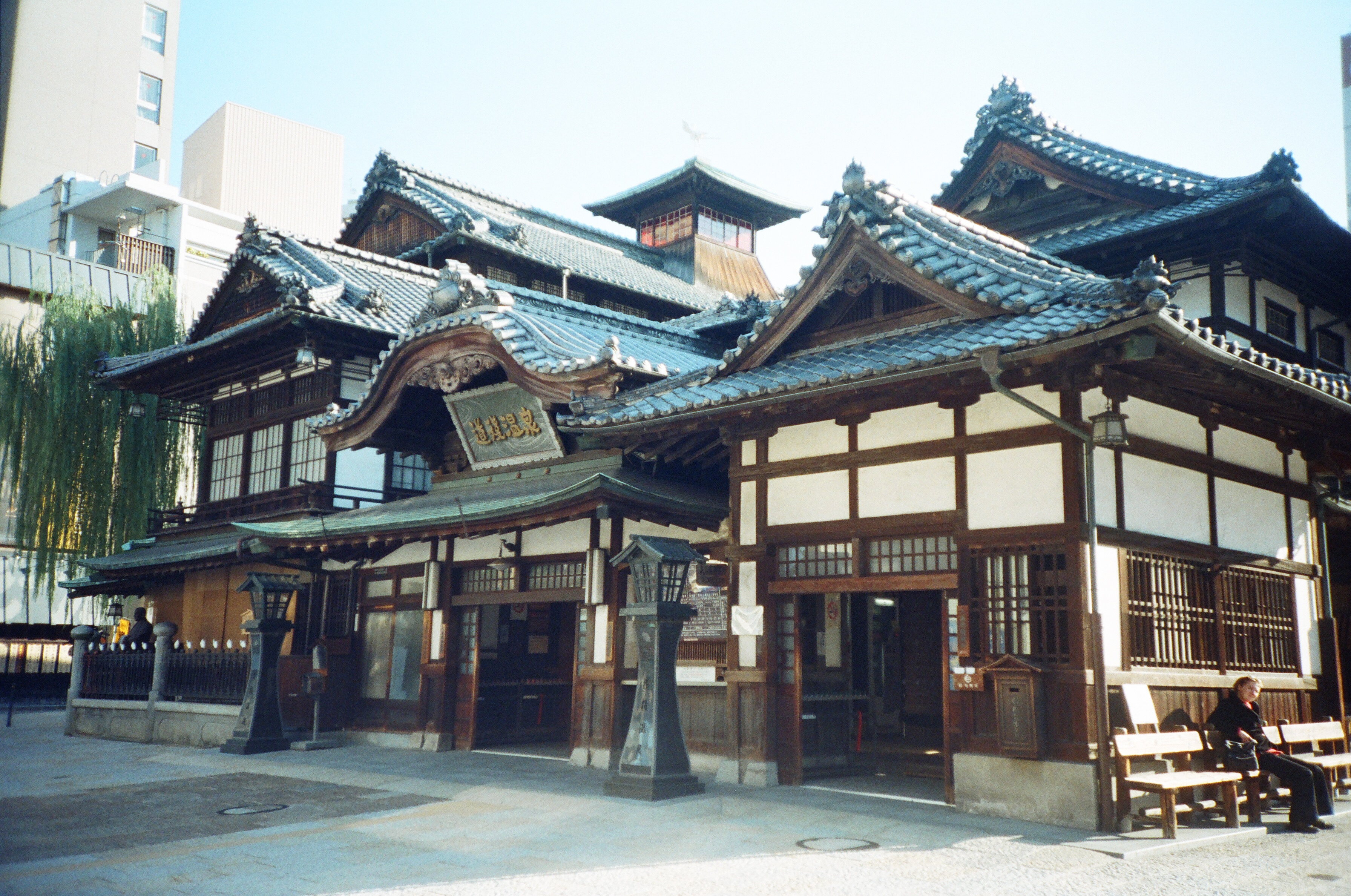
道後温泉

- 道後温泉郷
  - 道後温泉
  - 奥道後温泉
  - 東道後温泉
    - 媛彦温泉
    - 星乃岡温泉
    - 久米之癒
    - 東道後のそらともり

  - 南道後温泉
  - 道後さや温泉
  - 権現温泉
  - 見奈良温泉
  - 川内温泉
  - とべ温泉
- 鈍川温泉
- 湯ノ浦温泉
- 本谷温泉
- 湯之谷温泉
- 別子温泉
- 多々羅温泉
- 小薮温泉
- 佐田岬亀ヶ池温泉
- 古岩屋温泉
- 宝泉坊温泉

## 高知県

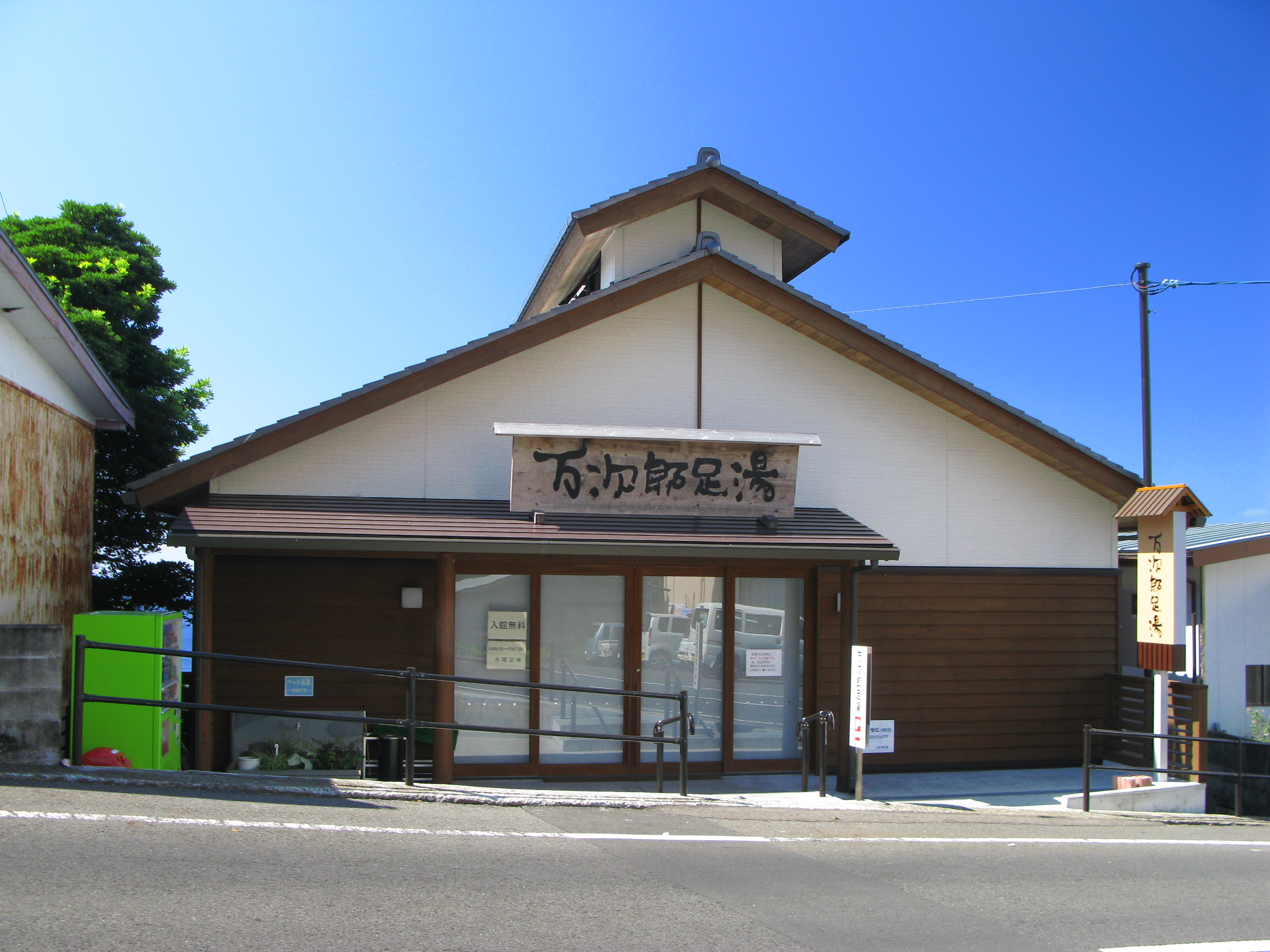
足摺温泉

- 北川温泉
- 足摺温泉
- 用井温泉
- べふ峡温泉
- 馬路温泉
- よさこい温泉
- 松葉川温泉
- 高知三翠園温泉
- 龍河温泉
- 黒潮本陣温泉
- 木の香温泉
- 土佐龍温泉
- 桑田山温泉

## 福岡県

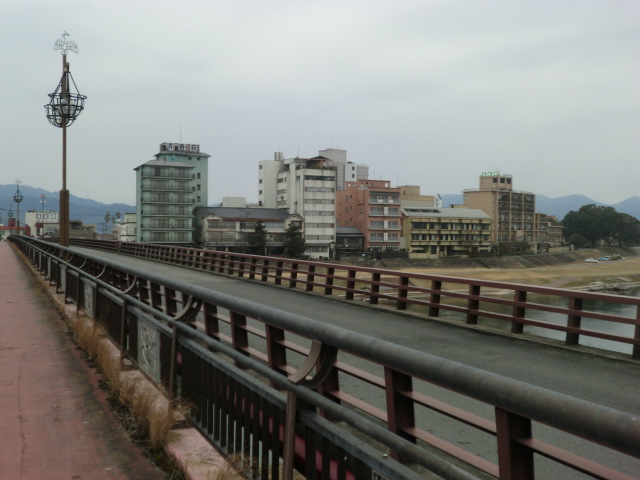
原鶴温泉

- 博多温泉
- 船小屋温泉
- 原鶴温泉
- 薬王寺温泉
- 所田温泉
- 吉井温泉
- 脇田温泉
- 二日市温泉
- 筑後川温泉
- 柿下温泉
- 方城温泉
- 源じいの森温泉
- 日王の湯温泉
- 松原温泉
- 玄海さつき温泉
- 求菩提温泉

## 佐賀県

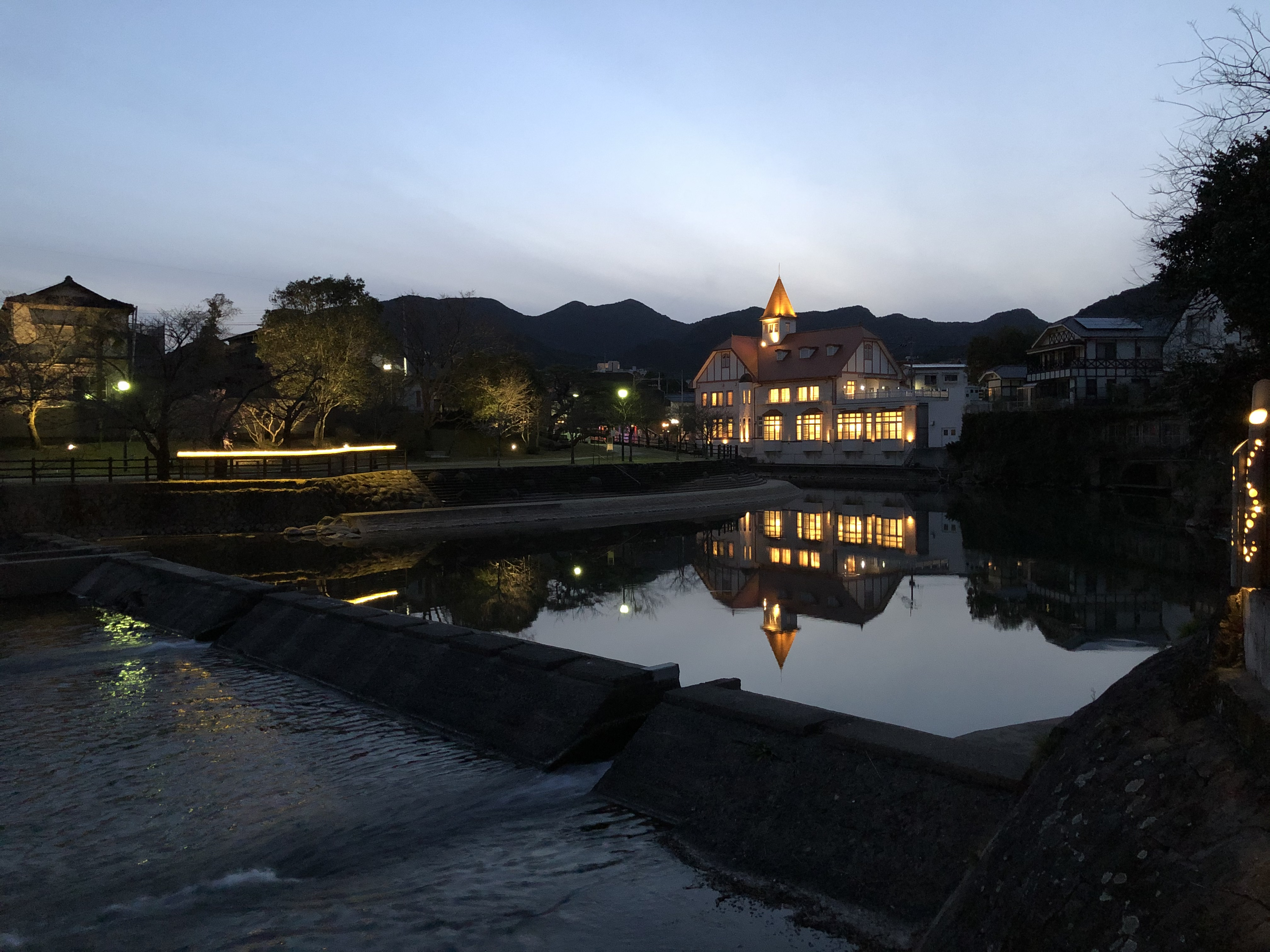
嬉野温泉

- 嬉野温泉
- 武雄温泉
- 太良温泉
- 熊の川温泉
- 古湯温泉
- 川上峡温泉
- 小城温泉
- いろは島温泉
- 唐津温泉
- とりごえ温泉

## 長崎県

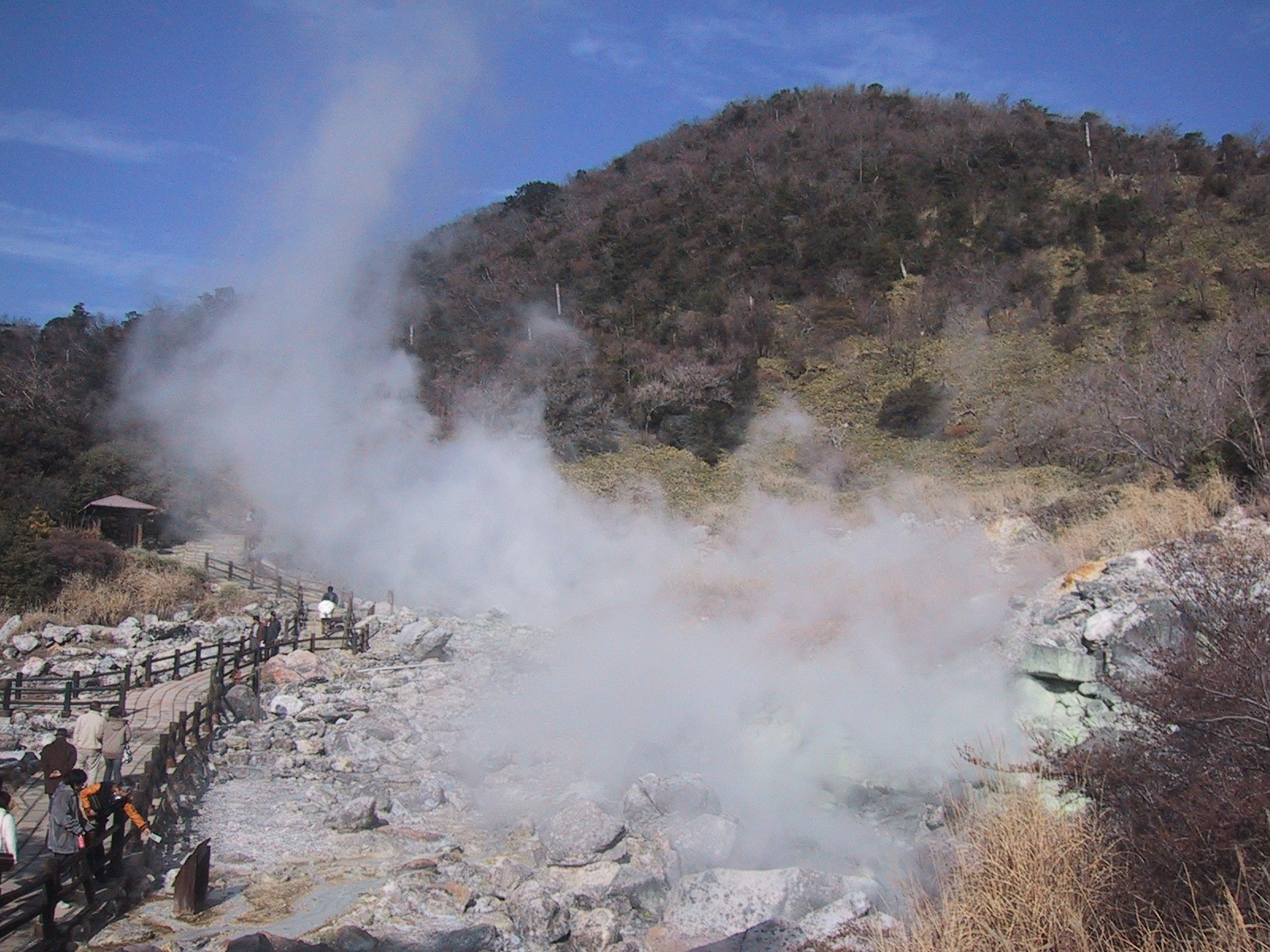
雲仙温泉

- 雲仙温泉
- 小浜温泉
- 島原温泉
- 壱岐湯ノ本温泉
- 荒川温泉
- 波佐見温泉
- 平戸温泉
- 長崎温泉
- 稲佐山温泉
- 琴乃湯
- 世知原温泉

## 熊本県

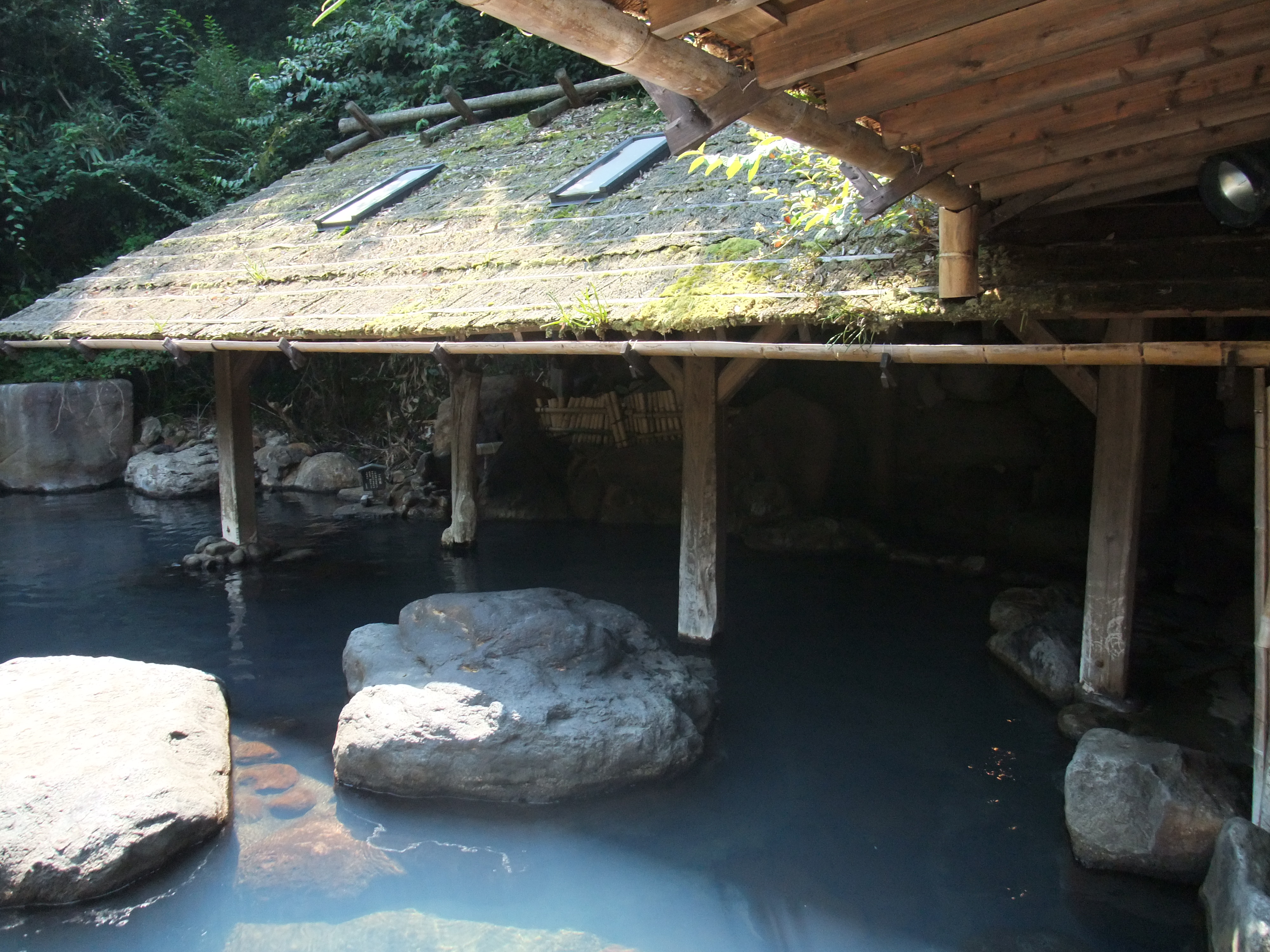
黒川温泉

- 阿蘇温泉郷
  - 阿蘇内牧温泉
  - 阿蘇赤水温泉
  - 地獄温泉
  - 垂玉温泉
- 南小国温泉郷
  - 黒川温泉
  - 満願寺温泉
  - 田の原温泉
- 杖立温泉
- 奴留湯温泉
- わいた温泉郷
  - 峐の湯温泉
  - 岳の湯温泉
  - 鈴ヶ谷温泉
  - 地獄谷温泉
  - 麻生釣温泉
  - 山川温泉
  - 守護陣温泉
- 山鹿温泉
- 熊入温泉
- 玉名温泉
- 菊池温泉
- 三加和温泉
- 平山温泉
- 下田温泉
- 松島温泉
- 弓ヶ浜温泉
- 植木温泉
- 湯の児温泉
- 湯の鶴温泉
- 日奈久温泉
- 人吉温泉
- 湯浦温泉
- 計石温泉
- 小天温泉
- 河内温泉

## 大分県

### 別府市・由布市
- 別府温泉（別府八湯）
  - 別府温泉
  - 浜脇温泉
  - 観海寺温泉
  - 堀田温泉
  - 明礬温泉
  - 鉄輪温泉
  - 柴石温泉
  - 亀川温泉
- 塚原温泉
- 由布院温泉
- 湯平温泉

### 大分市
- 大深度地熱温泉

### 日田市
- 天ヶ瀬温泉
- 湯ノ釣温泉
- 日田温泉

### 竹田市

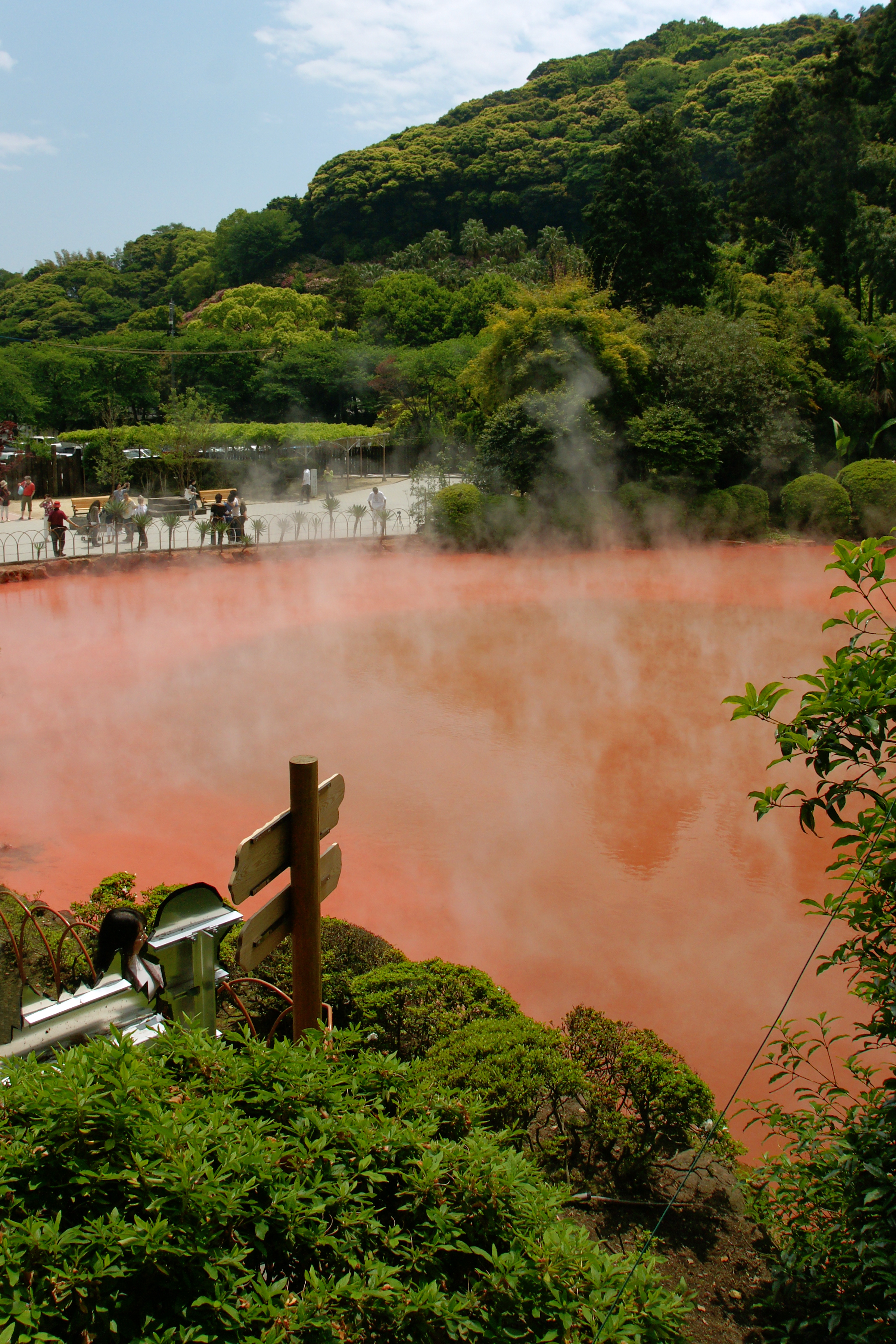
別府八湯・柴石温泉
血の池地獄（別府地獄めぐり）

- 長湯温泉
- 七里田温泉
- 法華院温泉
- 赤川温泉
- 三船温泉
- 久住高原温泉
- 紅殻之湯温泉
- 満天望温泉
- 荻の里温泉

### 杵築市
- 山香温泉

### 九重町
- 九重九湯
  - 宝泉寺温泉
  - 筋湯温泉
  - 川底温泉
  - 竜門温泉
  - 湯坪温泉
  - 壁湯温泉
  - 筌の口温泉
  - 長者原温泉
  - 寒の地獄
- 九酔渓温泉
- 星生温泉
- 牧の戸温泉
- 馬子草温泉

### 豊後高田市
- くにさき六郷温泉

### 東国東郡
- 拍子水温泉

## 宮崎県

### 北部平野部
（延岡・日向・門川・西都・児湯郡（西米良村を除く））
- 祝子川温泉
- 日向サンパーク温泉
- 木城温泉
- 新富温泉
- 高鍋温泉
- 高屋温泉
- さいと温泉

### 北部山沿い
（西臼杵郡・東臼杵郡（門川町を除く）・西米良）
- 高千穂温泉
- 天岩戸温泉
- 日之影温泉
- 南郷温泉
- さいごう温泉

### 南部平野部
（宮崎・東諸県郡・日南・串間）
- 綾温泉
- 清武温泉
- 木花温泉
- 青島温泉
- 宮崎温泉
  - 宮崎温泉 自然の湯（極楽湯）
  - 宮崎リゾート温泉 たまゆらの湯（たまゆら温泉）

祝子川温泉

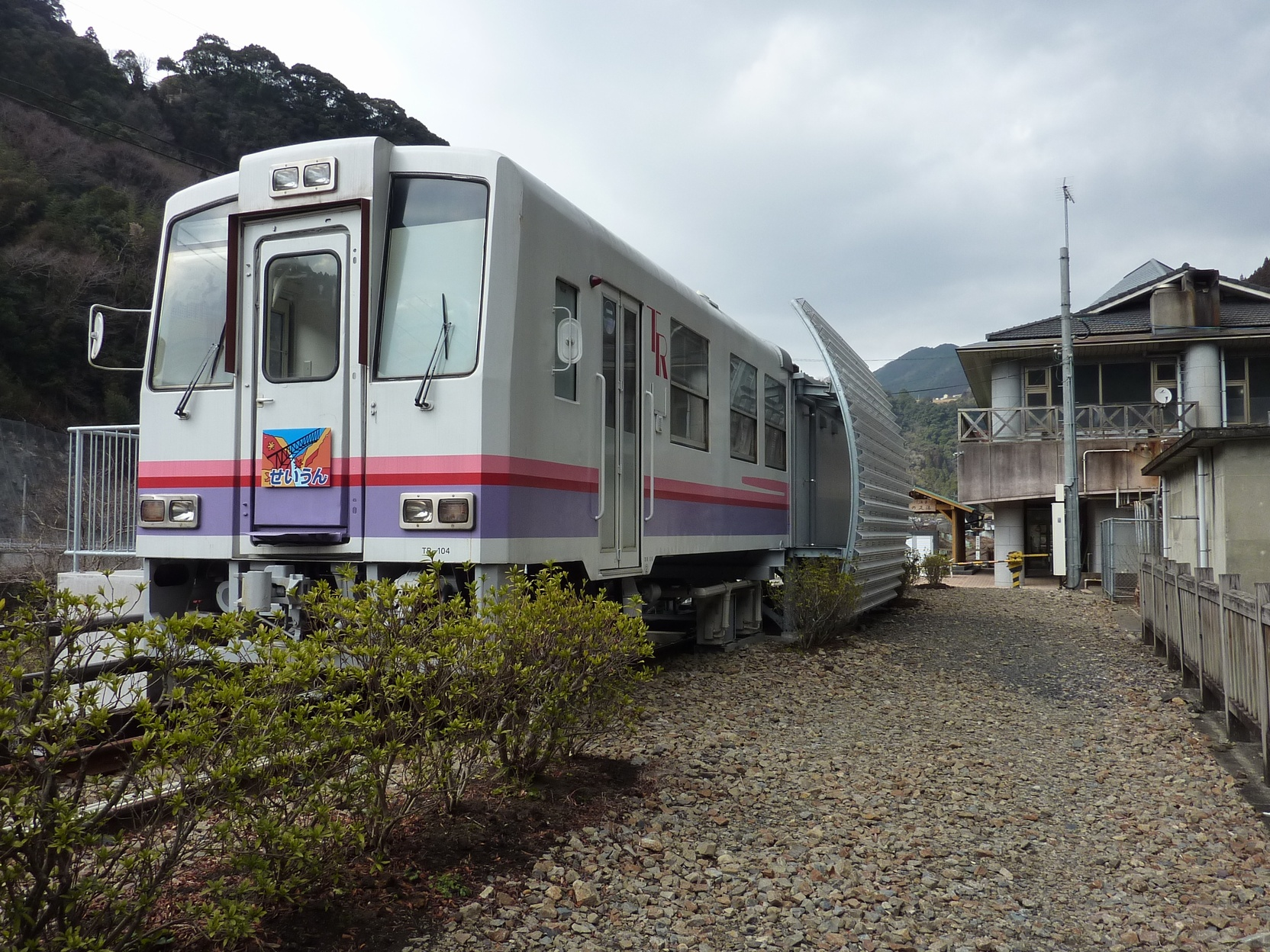
日之影温泉

- 北郷温泉
- 串間温泉

### 南部山沿い
（都城・小林・えびの・高原・三股）
- 京町温泉
- えびの高原温泉
- 吉田温泉
- 白鳥温泉
- 湯之元温泉
- 青井岳温泉

## 鹿児島県

### 九州島

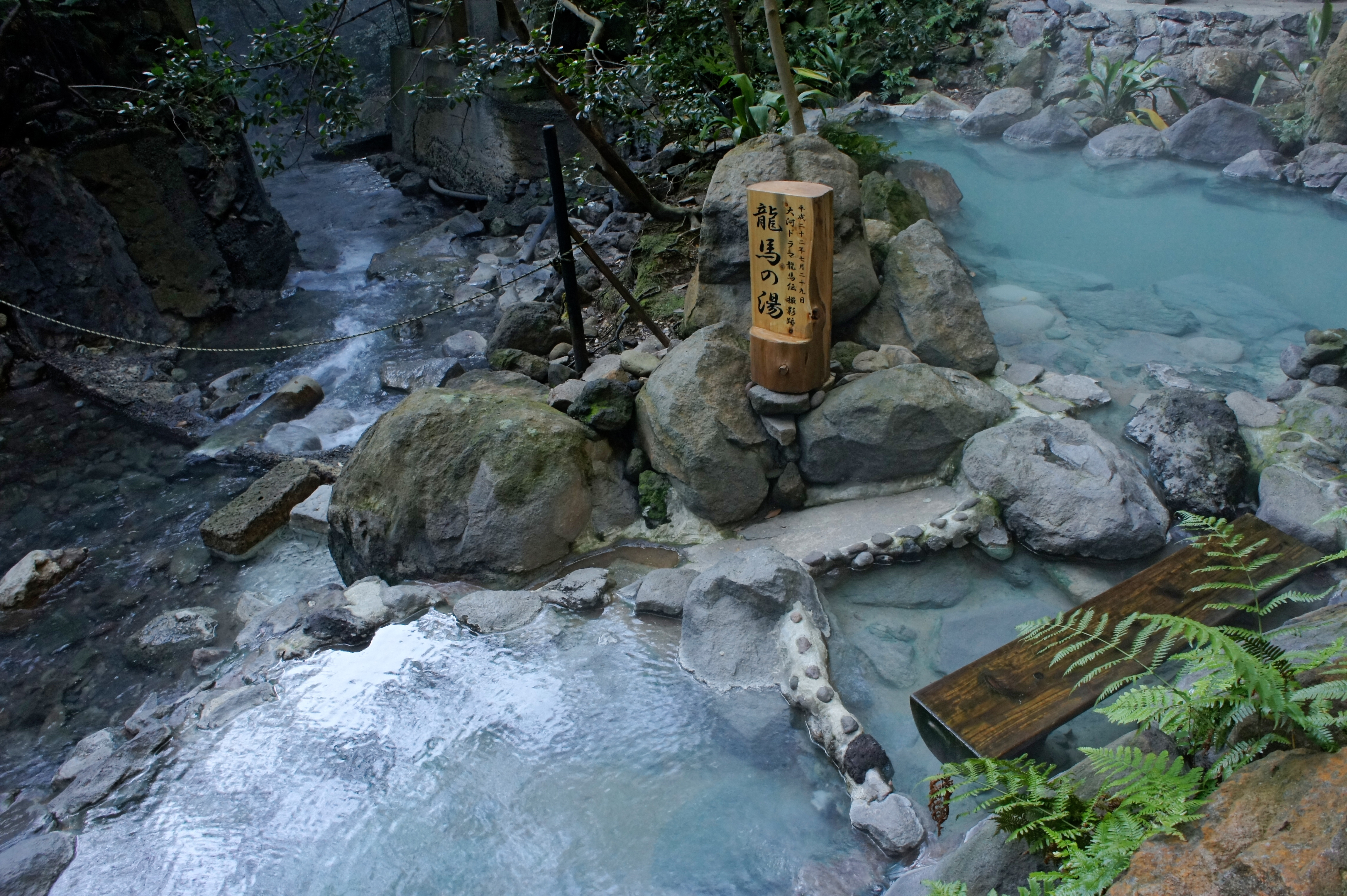
緑渓湯苑 栄之尾温泉

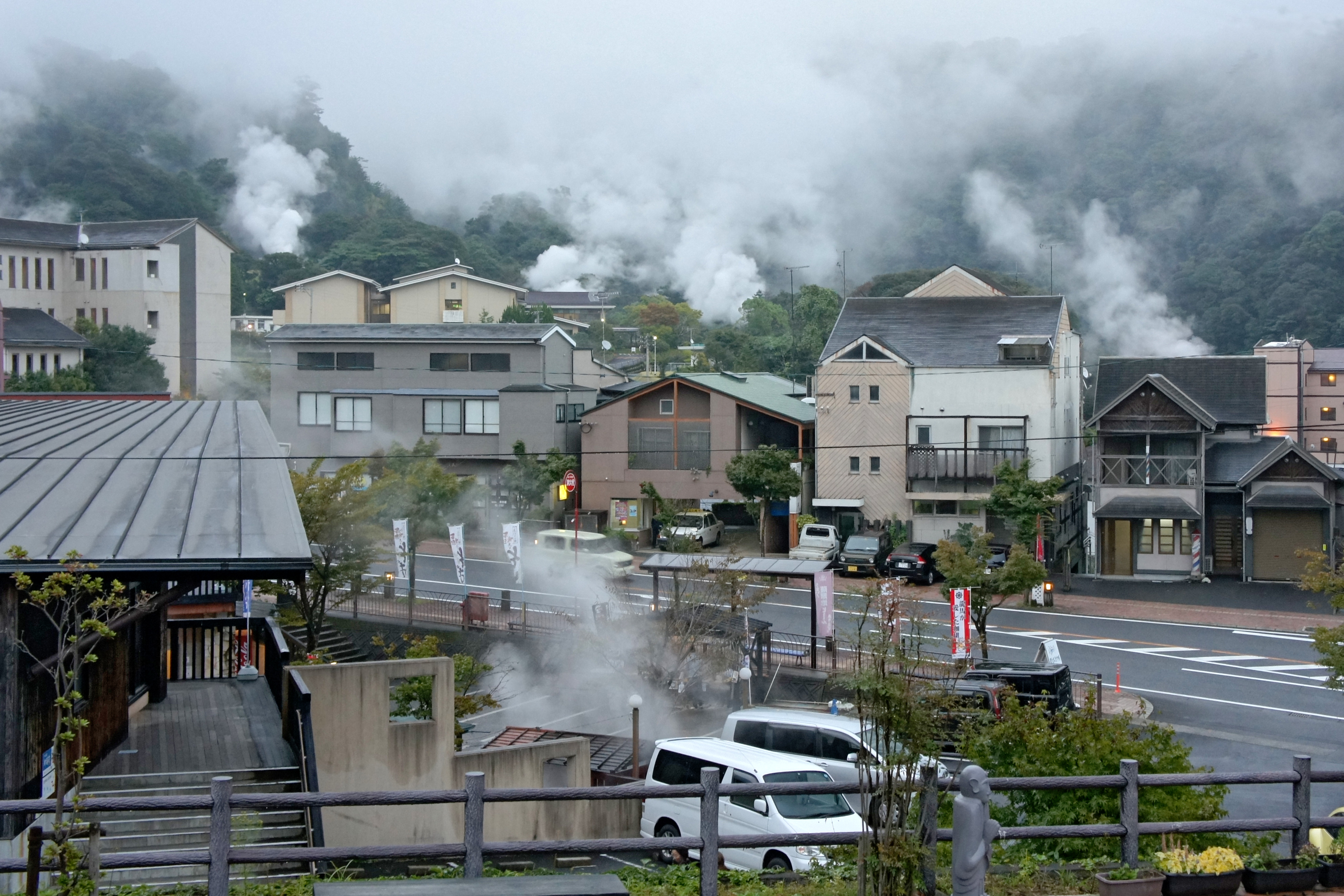
丸尾温泉

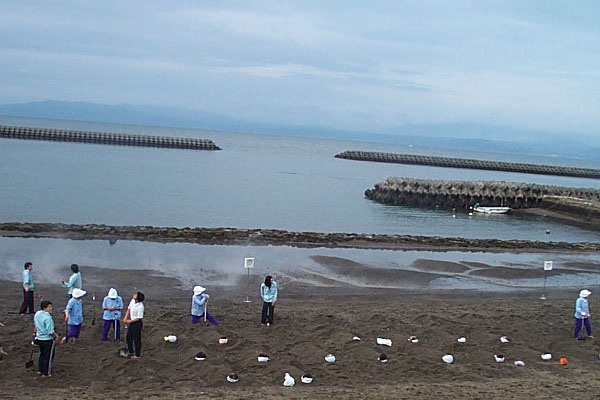
砂むし 指宿温泉

- 霧島温泉郷
  - 湯之谷温泉
  - 丸尾温泉
  - 栄之尾温泉
  - 霧島神宮温泉
  - 栗野岳温泉
- 指宿温泉
- 伏目温泉（山川温泉）
- 開聞温泉
- 市比野温泉
- 入来温泉
- 湯之元温泉
- 新川渓谷温泉郷
  - 妙見温泉
  - 日当山温泉
  - 塩浸温泉
- 宮之城温泉
- 湯之尾温泉
- 川内高城温泉
- 紫尾温泉
- 吹上温泉
- 有村温泉
- 藺牟田温泉
- 海潟温泉
- 古里温泉
- 重富温泉
- 鹿児島市街地の温泉
- まつもと温泉
- 鰻温泉
- 阿久根温泉
- 根占温泉

### 屋久島
- 尾之間温泉
- 屋久島温泉
- 平内海中温泉

### 種子島
- 種子島温泉
- 種子島温泉 (中種子町)
- 河内温泉 (鹿児島県)

### 硫黄島
- 東温泉
- 坂本温泉

### 口永良部島
- 湯向温泉
- 寝待温泉

### 悪石島
- 湯泊温泉

### 小宝島
- 湯泊温泉

## 沖縄県

ちゃたん恵み温泉

西表島温泉

- 山田温泉
- ちゃたん恵み温泉
- 中乃湯温泉
- 宮古島温泉
- シギラ温泉
- 西表島温泉
- カンパネルラの湯
- 琉球温泉